# Посттравматическое стрессовое расстройство
Посттравмати́ческое стре́ссовое расстро́йство (ПТСР, англ. PTSD, post-traumatic stress disorder) — тяжёлое психическое состояние, возникающее в результате единичных или повторяющихся событий, оказывающих сверхмощное негативное воздействие на психику индивида. Травматичность события тесно связана с ощущением собственной беспомощности из-за невозможности эффективно действовать в опасной ситуации.
Особая форма ПТСР — комплексное посттравматическое стрессовое расстройство (КПТСР или C-PTSD), также называемое комплексным травматическим расстройством или сложным посттравматическим стрессовым расстройством, может развиться в результате длительных, повторяющихся травм в контексте, в котором у человека было мало шансов или не было никаких шансов для того, чтобы перестать быть жертвой.
При ПТСР на протяжении более месяца после психологической травмы сохраняется группа характерных симптомов, таких как психопатологические репереживания, избегание того, что может активировать воспоминания о травме, ночные кошмары и высокий уровень тревожности. Иногда имеют место диссоциативные реакции и амнезия (отсутствие воспоминаний о травмирующем событии) . Симптомы ПТСР могут появиться как сразу после травмы, так и спустя много лет после травмирующего события. ПТСР может привести к возникновению таких проблем, как депрессия, генерализованное тревожное расстройство, панические атаки, зависимости, суицидальное поведение, агрессивность. У детей и подростков клиническая картина ПТСР зависит от возраста.
Тяжесть ПТСР значительно варьируется. При лёгкой форме ПТСР сохраняется способность к хорошему функционированию в профессиональной сфере и в области межличностных отношений. В самых тяжёлых случаях пациент совершенно неспособен нормально функционировать; его состояние выглядит как хроническое психическое расстройство. Иногда такие люди получают ложный диагноз шизофрении.
ПТСР может возникнуть у любого человека в любом возрасте, но у большинства людей после психотравмирующих событий ПТСР не развивается. Риск возникновения ПТСР зависит от тяжести травмы, контекста ситуации, психологической и биологической (в том числе генетической) предрасположенности индивида.
ПТСР приводит к нарушениям функционирования мозга, нервной и эндокринной систем и иногда может иметь негативное влияние на физическое здоровье человека.
Механизм записи травматической информации в памяти значительно отличается от такового при обычных событиях. В этом случае происходят значительные нарушения в нормальной схеме обработки мозгом входящей информации. В результате в дальнейшем то, что хотя бы отдалённо напоминает травмирующее событие («триггер»), будет автоматически (на уровне условного рефлекса) вызывать немедленную защитную реакцию всего организма, иногда без осмысления на уровне сознания происходящего и своей реакции на него. При этом повторное переживание травматического воспоминания будет восприниматься как реальная опасность, имеющая место «здесь и сейчас», а не в прошлом. Из-за особенностей сохранения информации о травме в структурах мозга травматические воспоминания (в отличие от обычных воспоминаний) появляются независимо от желания человека, часто в форме репереживаний или ночных кошмаров. При этом невозможно усилием воли перестать думать о событии. Травматические воспоминания не изменяются благодаря поступлению новой информации. Например, в момент события человек мог думать, что погибнет. В дальнейшем он понимает, что он жив и вне опасности, но при активации травматического воспоминания он снова чувствует сильный страх, как если бы ему грозила смерть.
Даже если ничто в текущей ситуации не напоминает травму, организм продолжает пребывать в состоянии хронического стресса. Часто на уровне подсознания индивид воспринимает каждую новую ситуацию как схожую с первичной травмой. Он может бессознательно воспроизводить те защитные реакции, которые имели место в момент первичной травмы. По этой причине его защитные реакции становятся негибкими и неадекватными в новых условиях. Постоянно повышенная активность эмоциональных центров мозга ингибирует работу сознательной части мозга — это затрудняет контроль над эмоциями и мешает человеку использовать логику для анализа ситуации.
По данным исследований, ПТСР у женщины может усилить предрасположенность к развитию посттравматических симптомов у её будущих детей, в том числе на уровне экспрессии генов.
Лечение ПТСР включает психотерапию и иногда применение психофармакологических препаратов. Часто применяется сочетание разных терапевтических методов, поскольку ПТСР является сложным расстройством, которое проявляется одновременно на психологическом, биологическом и социальном уровнях. Излечение может быть полным, но иногда отдельные симптомы становятся хроническими. Положительным эффектом ПТСР иногда бывает личностный рост в период восстановления после травмы.
ПТСР может иметь место также у животных.

## Статистические данные
Психологическая травма приводит к развитию ПТСР приблизительно в 25—35 % случаев. Приблизительно 60 % людей, переживших травму, продолжают страдать от значительных симптомов ПТСР через год после травмы. Предполагается, что в целом по популяции приблизительно 7—10 % лиц имеет симптомы ПТСР.

## История
Исследователи отмечают сходство описаний симптомов психологической травмы в разные эпохи в разных культурах. Уже в период античности появились описания симптомов, возникающих в результате травмирующих событий. Обнаружены письменные свидетельства боевых психических расстройств эпохи Ассирийского царства (1300 до н. э.). В источниках этого периода упоминаются «призраки убитых в сражениях врагов», преследовавшие ветеранов войн. По мнению специалистов, описанные симптомы схожи с теми, что наблюдаются у солдат, участвовавших в рукопашных схватках. Геродот (450 год до н. э.) описывает случай слепоты, появившейся у воина, пережившего сильный испуг в ходе Марафонского сражения. Гиппократ (420 год до н. э.), Ксенофонт (401 год до н. э.) и Лукреций (55 год до н. э.), а также средневековый французский историк Жан Фруассар (1388 год) упоминают о возникновении снов на тему битв у участников сражений. В 1572 году после массовых убийств Варфоломеевской ночи молодой король Карл IX говорил, что его преследуют кошмары и видения окровавленных трупов; при воспоминании о событиях его волосы вставали дыбом. В 1654 году Блез Паскаль описал посттравматические симптомы, возникшие у него после того, как карета, в которой он находился, почти сорвалась с моста. Французский психиатр Филипп Пинель в начале XIX века описал посттравматические состояния у людей, переживших психологические травмы в ходе Французской революции и наполеоновских войн. Хирурги в армии Наполеона описали состояние спутанности сознания и ступора у солдат, рядом с которыми в бою пролетело пушечное ядро; это состояние они назвали «синдромом ветра от пушечного ядра».
В Соединённых Штатах Америки первые исследования военного посттравматического стресса начались в период Гражданской войны. Американский врач Якоб Мендес да Коста описал состояние, которое он назвал «солдатским сердцем»: при этом синдроме кардиологические симптомы возникали от пережитого ранее страха или нервного истощения.
Американский врач Уэйр Сайлас также описал случаи истерических симптомов (см. Истерия у мужчин) у участников боевых действий. В 1888 году немецкий невропатолог Герман Оппенгейм предложил термин «травматического невроза», в клинической картине которого проявлялись навязчивые воспоминания о событии, расстройства сна, кошмары, избирательные фобии и эмоциональная неустойчивость. Этот термин в дальнейшем использовали немецкие психиатры Эмиль Крепелин (1894) и Рихард фон Крафт-Эбинг (1898).
В конце XIX века во Франции и Англии появилось большое количество статей о потере памяти, которая наблюдалась у жертв железнодорожных катастроф. В эту эпоху возник диагноз «железнодорожный позвоночник» (Railway spine), поскольку врачи считали, что психологические симптомы у жертв железнодорожных катастроф появлялись из-за сдавливания позвоночника. В США этот термин был заменен термином «железнодорожный мозг» (Railway brain). Врачи описывали симптомы, возникающие у жертв железнодорожных катастроф, такие как изменение тепловой чувствительности, походки, рефлексов, почерка, пищеварения, дыхания, памяти, ритмики сна, сексуальной потенции. При этом симптомы могли появиться как сразу же после катастрофы, так и значительно позже, иногда даже через несколько месяцев.
В этот период Жан Мартен Шарко, Пьер Жане и Зигмунд Фрейд обнаружили, что некоторые симптомы истерии связаны с травмами, пережитыми в детстве, и в этом случае травмирующие воспоминания постоянно возникают в сознании взрослого индивида, вызывая чувство сильного страха. Также Шарко описал случай, когда у пациента появился паралич ног после того, как его сбила повозка, хотя ни его ноги, ни нервы не были повреждены. При этом пациент не мог вспомнить, что произошло в момент травмы, кроме колёс повозки и страха, что он сейчас будет раздавлен. Связав истерию с пережитыми травмами, Шарко отверг распространённую в его время идею о том, что истерия встречается главным образом у женщин (см. Женская истерия), гомосексуалов или мужчин из обеспеченных слоёв общества.
Жане, который помогал Шарко создавать лабораторию для исследований истерии, в 1889 году опубликовал первое научное описание посттравматического расстройства в книге «Психический автоматизм» («Automatisme psychologique»). В частности, Жане обнаружил, что жертвы психологических травм постоянно воспроизводят поведение, эмоции и телесные ощущения, которые у них возникли в момент травмы. Жане считал, что причиной травмы является неподготовленность индивида к событию, из-за чего возникает снижение способности к действию или к адаптации.
Особое значение психическая травма приобрела в период русско-японской войны, из-за применения созданных по последнему слову техники артиллерийских орудий. В 1904 году с самого начала войны российские психиатры настаивали на том, что пациенты с психическими расстройствами должны быть признаны больными, а не симулянтами, и по этой причине они имеют те же права, что и раненые. Кроме того, медики требовали, чтобы эти пациенты помещались в особые палаты, где они были бы избавлены от насмешек и издевательств со стороны остальных пациентов. Однако данные требования вызывали недоверие и сарказм со стороны руководства. Но проблема становилась все более серьёзной, и в конце концов по просьбе военно-медицинских властей Красный Крест создал комиссию из известных психиатров для разработки плана ухода за психически больными. Это решение считается моментом рождения военной психиатрии. Российские психиатры Автократов П. М. и Озерецкий Н. И. писали о нервных расстройствах, возникающих у участников боёв. В 1908 году немецкий врач Хонигман (Honigman), волонтёр Красного креста в русско-японской войне, ввёл термин «военного невроза». В этот период российская пресса стала регулярно публиковать статьи о солдатах, потерявших рассудок, вплоть до того, что иногда целые полки сходили с ума. В газетах сообщалось также о прибытии психиатрических эвакуационных поездов в города европейской части России. Параллельно с этим появились профессиональные медицинские публикации по этому вопросу.
В период Первой мировой войны было зарегистрировано около 80 тыс. случаев посттравматических расстройств; при этом некоторые военные теряли память, зрение, слух, обоняние, вкус, способность ходить. В этот момент основным диагнозом стал так называемый «снарядный шок», введённый в обиход английским психиатром Ч. С. Майерсом; этот термин в первую очередь относился к психологическим травмам, возникшим в результате артиллерийских атак. В своих исследованиях Майерс определил отличия между неврологическим расстройством вследствие контузии от разрыва снаряда и психологическим «снарядным шоком». Майерс также обнаружил сходство между военными неврозами и истерией. В одном из исследований ветеранов Первой мировой войны, страдающих от синдрома, названного «тревожное сердце», была измерена частота сердечных сокращений до и после предъявления испытуемым стимулов, похожих на звук взрыва и вспышки пламени во время бомбардировок. В этом исследовании ветераны с синдромом «тревожное сердце» действительно демонстрировали увеличение частоты сердечных сокращений при предъявлении стимула, чего не наблюдалось у ветеранов контрольной группы. Майерсу удалось добиться создания центров реабилитации рядом с линией фронта, в дальнейшем этот принцип неотложной помощи был также использован в американской армии.
В это же время психоаналитик Шандор Ференци описал такие посттравматические симптомы, как исчезновение либидо, психологическая регрессия (появление менее зрелых и менее адекватных форм поведения) и патологические изменения личности. Фрейд в своём эссе «По ту сторону принципа удовольствия» (1920) предположил, что травма нарушает механизм психологической защиты индивида. В книге «Исследования истерии» Фрейд привёл случай своей пациентки Эммы Экштейн, которая, по мнению Фрейда, начала страдать истерическими симптомами в результате пережитой психологической травмы (в возрасте восьми лет она стала жертвой сексуальных домогательств). Эти наблюдения легли в основу разработанной Фрейдом «теории соблазнения».

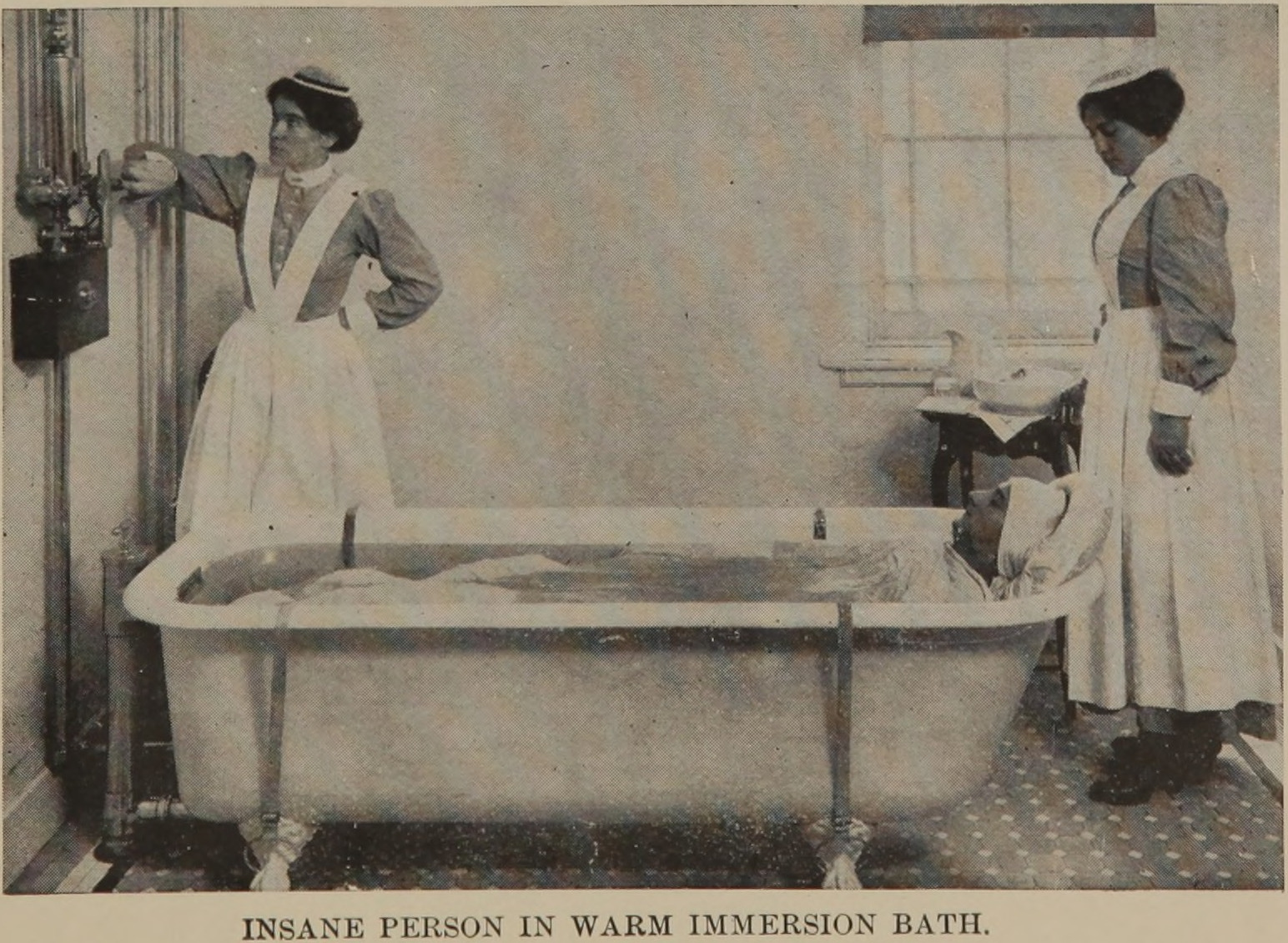
Лечение ПТСР с помощью тёплых ванн, 1915 год

Во время Первой мировой войны признание военного посттравматического расстройства как заболевания привело к тому, что в Англии, Франции и Германии ветераны с этим расстройством получили право на пенсии и лечение. В это же время появилось большое количество литературных произведений на данную тему, что привлекло общественное внимание к проблеме. В России в начале Первой мировой войны было создано «Общество военной психологии», а также несколько аналогичных гражданских организаций. Российские медики использовали опыт русско-японской войны для диагностирования и лечения травматических расстройств. В 1914 году психиатр Н. Н. Баженов опубликовал статью, в которой описал сходство между военной психологической травмой и состоянием жертв Мессинского землетрясения и циклона на Азовском море. Он отмечал состояние «оглушения и отупения», а также «индифферентное и благодушное» отношение к факту гибели собственной семьи у некоторых лиц и полную амнезию на период катастрофы и последующий период. Баженов также подчёркивал, что в обоих случаях за первоначальным смятением следовало полное безразличие к собственной участи, проявлялась также повышенная раздражимость, желание плакать, неспособность сосредоточиться. По мнению Баженова, это доказывало, что психически нормальный человек может заболеть, даже если его физическому здоровью не был нанесён ущерб. В 1914 году психиатр О. Б. Фельцман сравнил психическое состояние жертв погромов с симптомами, наблюдаемыми в военное время.

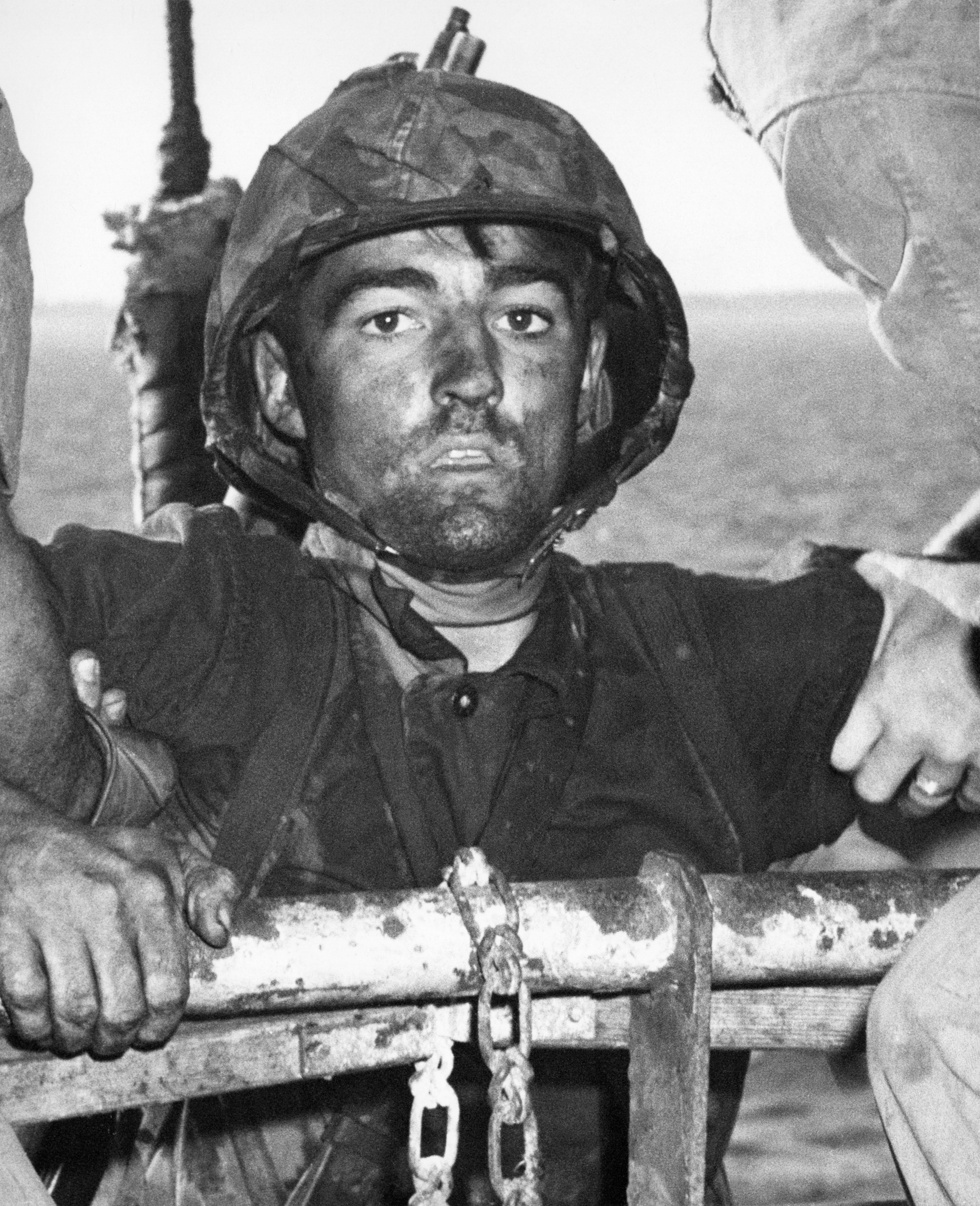
Отрешённый взгляд (взгляд на две тысячи ярдов) бойца морской пехоты после битвы за атолл Эниветок

В период Второй мировой войны посттравматические симптомы были обнаружены не только у участников боевых действий, но и у бывших узников концентрационных лагерей. Это состояние было названо KZ-синдромом (KZ-Syndrom, от немецкого Konzentrationslager-Syndrom). Американский психиатр Роберт Джей Лифтон в 1960 году описал посттравматические симптомы у жертв атомного взрыва в Японии.
В 1940 году американский психолог Абрам Кардинер провёл исследование на ветеранах Первой мировой войны и пришёл к выводу, что посттравматическое психологическое расстройство имеет особые симптомы. В том числе Кардинер одним из первых описал явления диссоциации. Он также выявил три симптома, характерных для этого расстройства:
- нервная возбудимость и раздражительность[11];
- психологическая фиксация[англ.] на обстоятельствах травмирующего события;
- тенденция к уходу от реальности.

В 1945 году в США в разговорном языке появился термин «Взгляд на две тысячи ярдов» для описания несфокусированного взгляда, часто наблюдаемого у солдат, перенёсших боевую психическую травму.
Помимо исследований военных травм, в 1942 году важное исследование проблемы было проведено благодаря работе по помощи пострадавшим от грандиозного пожара в клубе «Коконат Гроув» в Бостоне. В частности, психиатрами впервые были описаны стадии переживания острого горя.
В период, последовавший за войной во Вьетнаме, помимо уже известных симптомов было также описано возникновение зависимостей у тех, кто ранее принимал участие в боевых действиях. По данным статистики, посттравматические симптомы проявились у 700 000 американских ветеранов этой войны. В этот же период феминистское движение в Соединённых Штатах привлекло внимание общественности к тому факту, что у женщин — жертв сексуального насилия проявляются те же симптомы, что и у ветеранов войны во Вьетнаме. Исследования проблемы привели к тому, что в новой версии Диагностического и статистического руководства по психическим расстройствам (DSM) был введён термин «травматический невроз». В 1968 году этот термин заменили термином «посттравматическое расстройство» (Post Traumatic Stress Disorder, или PTSD). При этом в версии DSM-IV посттравматическое расстройство относилось к тревожным расстройствам, а в DSM-5 для него была создана отдельная категория. Международная классификация болезней (МКБ) также включила в себя данный термин.
В 1987 году Гилл Стракер ввёл термин «травматическое расстройство в результате продолжительного стресса» (continuous post traumatic stress disorder, или CTSD), также называемое «пролонгированным посттравматическим стрессовым расстройством», для обозначения постоянного воздействия на психику людей высокого уровня насилия, конфликтов и политических репрессий. Этот термин к тому же применяется в случае ситуации постоянного воздействия на людей криминогенной обстановки, а также распространяется на представителей профессий, связанных с постоянным риском для жизни (полицейские, пожарные, работники спасательных служб).
В 80-х годах XX века началось изучение биохимических сдвигов, а с 90-х годов — функциональных и структурных изменений мозга при ПТСР с помощью методов нейровизуализации.
До 1980-х годов ПТСР было мало известно широкой публике, но в настоящее время оно часто упоминается в средствах массовой информации в связи с катастрофами, военными конфликтами, насилием над детьми и т. д.
В России психологические проблемы участников Первой мировой и Гражданской войн изучали С. Крайц, П. Ганнушкин, Ф. Зарубин, В. Бехтерев. В период Великой Отечественной войны для обозначения ПТСР использовалось большое количество диагностических формулировок, таких как «экзогенная реакция», «реактивное состояние», «реактивный психоз», «реактоз», «реактивная неврастения», «неврастеническая реакция», «истеро-травма», «реактивный невроз», «функциональный невроз», «персононевроз», «травматическая неврастения», «травматическая психастения», «невротические психогенные реактивные состояния» и т. д. После войны исследования ПТСР продолжили В. Гиляровский, Е. Краснушкин. Изучением психологических проблем лиц, получивших травмы, не связанные с войной, занимались Л. Брусиловский, Н. Бруханский, Т. Сегалов. По мнению военного историка Е. С. Сенявской, советские военные медики продолжали вести исследования в этой области, но собранная ими информация оставалась секретной, к ней до сих пор допускается лишь очень узкий круг специалистов. В России начало активного изучения проблемы совпало с процессом реформ в обществе.
На факультете психологии МГУ имени М. В. Ломоносова научно-исследовательская работа и психологическая помощь участникам локальных военных конфликтов и специальных военных операций, а также членам их семей, детям, связанные с травматического стресса, ПТСР и другими психотравматическими последствиями началась в 1987 году в рамках двух НИР «Психология человека в экстремальной ситуации», «Психологическая помощь: методология и технология» (руководитель — М. Ш. Магомед-Эминов). На основе проведённых работ и практик помощи воинам-интернационалистам и членам их семей районных клубов и региональных организаций на базе факультета психологии была создана впервые в стране — СССР, Психологическая служба Союза ветеранов Афганистана 13 марта 1989 года (руководитель — М. Ш. Магомед-Эминов).
По решению ГКНТ СССР на факультете психологии МГУ имени М. В. Ломоносова в 1990 году была создана первая в стране проблемная лаборатория по изучению личности в экстремальной, стрессовой жизненной ситуации (руководитель — М. Ш. Магомед-Эминов), которая стала основой научных и практических разработок для оказания психологической помощи не только ветеранам воин Афганистана, но и в дальнейшем — ветеранам Чечни и других военных конфликтов. Теоретико-методологической основой научно-практической деятельности лаборатории стал деятельность-смысловой подход и смысловая трактовка травмы, стресса, ПТСР (М. Ш. Магомед-Эминов).
В 1990 году программа психологической помощи и реабилитации была внедрена в различных структурах санаторно-курортного лечения и системы переподготовки психотерапевтов в системе ВЦСПС СССР, в частности, в реабилитационном центре Бердянска, в санатории «Березовские минеральные воды» в Харькове, в Кыргызстане, Белоруссии, в городах Сочи и Анапа, а также в подмосковном реабилитационном центре «Русь» и других. В 1990 году впервые у нас в стране на основе проведённых работ совместно с украинскими специалистами профессором Филатовым и Кадуком были подготовлены методические рекомендации, утвержденные украинским республиканским научно-методическим центром, и стали основой методических рекомендаций для проведения работ по проведению работ по психологической реабилитации ПТСР. Для подготовки специалистов в соответствующих областях на факультете психологии МГУ имени М. В. Ломоносова впервые в стране были созданы две специализации «Психологическая помощь» (2000 год) и «Экстремальная психология» (2004 год), учитывающие работу с ветеранами боевых операций и членов их семей (руководитель — М. Ш. Магомед-Эминов). В 1990 году у нас в стране была проведена Всесоюзная конференция «ПТСР в СССР» в Непецино с участием более 200 представителей из разных регионов СССР.
В рамках советско-американского проекта по ПТСР, начиная с 1989 года и далее, проводились интенсивные взаимодействия с американскими ветеранскими организациями и специалистами в области травматического стресса. В рамках этой программы представители проблемной лаборатории «Личность и стресс» факультета психологии МГУ имени М. В. Ломоносова выезжали для обмена опытом в различные центры реадаптации ветеранов Вьетнама и других военных конфликтов. Для подготовки специалистов на факультете психологии в 2004 году была создана кафедра экстремальной психологии и психологической помощи (заведующий кафедрой — М. Ш. Магомед-Эминов), за 12 лет было выпущено около 400 специалистов. В настоящее время кафедра трансформирована в новую кафедру психологической помощи и ресоциализации (заведующий кафедрой — М. Ш. Магомед-Эминов), для того чтобы расширить круг решаемых психологических задач, охватывающих ресоциализацию личности, психической трансформации человека в ситуации глобальных вызовов, экстремальных ситуаций и кризисов.
В начале 1990-х также была создана лаборатория посттравматического стресса и психотерапии при Институте психологии РАН под руководством Н. В. Тарабриной, а также лаборатория при Академии управления МВД под руководством И. О. Котенева. В 1991 году в Москве также появилось Психологическое общество травматического стресса, его задачей стало объединение исследовательской работы специалистов России и стран СНГ в области изучения данной проблемы. Одновременно проводились исследования при Главном управлении воспитательной работы Вооружённых сил РФ.
Что касается ПТСР у детей, то диагноз этого расстройства у ребёнка младше 12 лет был официально включён в «Диагностическое и статистическое руководство по психическим расстройствам» (версия DSM-III) в 1980 году. До этого момента лишь очень небольшое количество исследований было посвящено данной проблеме; считалось, что посттравматическое состояние у ребёнка является преходящим и не имеющим долгосрочных последствий. С 1990-х годов проблеме уделяется большое внимание, и в ходе исследований выяснилось, что посттравматический стресс может оказать серьёзное и долговременное негативное влияние на развитие ребёнка.

## Причины ПТСР

### Травмирующие события
Обычно ПТСР возникает при событиях, оказывающих сверхмощное негативное воздействие на психику индивида. Иногда ПТСР имеет место в тех случаях, когда ситуация сама по себе не является экстраординарной, но по различным субъективным причинам она может оказаться серьёзной психотравмой для конкретного человека. Травматичность события тесно связана с ощущением собственной беспомощности: индивид не имеет возможности эффективно реагировать на то, что происходит.
Травма может быть вызвана, например:
- военными действиями (см. Боевая психическая травма);
- природными и техногенными катастрофами;
- террористическими актами;
- насилием, пытками;
- сексуальным насилием (См. Синдром травмы сексуального насилия);
- травмами, связанными с проституцией[34];
- несчастными случаями;
- длительными или тяжёлыми болезнями, особенно сопровождающимися сильным повышением температуры тела;
- отравлениями;
- хирургическими операциями, медицинскими манипуляциями, применением общего наркоза[35] (см. также Интранаркозное пробуждение);
- родами[англ.][36][37]; также симптомы посттравматического стресса могут возникнуть вследствие токсикозов (в частности, при чрезмерной рвоте беременных[38]);
- смертью близких людей[35];
- странными и пугающими ощущениями, пережитыми в состоянии «бэд-трип» в результате приёма психоактивных веществ из группы психоделиков. Даже использование каннабиноидов может привести к возникновению ПТСР, особенно если эти наркотики применялись одновременно с алкоголем или если это первый опыт подобного рода для индивида[39];
- ПТСР может также возникнуть у лиц, которые были вынуждены применять насилие, например, участвуя в убийствах или пытках (см. Травма агрессора[англ.] и Моральная травма). Это может вызвать особую форму ПТСР, называемую «Perpetration-or participation-induced traumatic stress» (сокращённо PITS) с типичной картиной ПТСР (репереживания, кошмары, избегание и т. д.)[40].

### Расширенное понимание психологической травмы
В более широком смысле психологической травмой может считаться любое событие, которое осталось заблокированным на уровне психики. Его можно отнести к травме, если это вызывает разнообразные проблемы на уровне эмоций и поведения, а также физиологические симптомы.

### Классификация травм по длительности
Существуют 2 типа травматических ситуаций, которые приводят к ПТСР с несхожей клинической картиной.

#### Простая травма
Краткосрочное, как правило, неожиданное событие (например, сексуальное насилие, природная катастрофа), которое обычно несёт угрозу для индивида и превосходит его возможности в отношении самозащиты. Такое событие оставляет очень яркий, конкретный и неизгладимый след в памяти. Индивид может в дальнейшем видеть сны, в которых присутствуют те или иные аспекты события. При травмах этого типа для ПТСР в основном характерна классическая для данного расстройства клиническая картина. Чаще, чем при травме второго типа, возникают такие симптомы, как высокая физиологическая реактивность, повторное переживание травмы, навязчивые мысли, связанные с событием, и избегание того, что напоминает травмирующую ситуацию.

#### Пролонгированная травма
Повторяющиеся травматические ситуации («серийная травматизация» или «пролонгированное травматическое расстройство»): например, повторяющееся физическое или сексуальное насилие, травля, боевые действия. В этом случае более вероятно, что нанесение вреда носит умышленный характер. В первый раз такое событие воспринимается индивидом как травма первого типа. В дальнейшем события становятся все более предсказуемыми, и жертва переживает страх повторения травмы, при этом ощущая чувство беспомощности в отношении возможности предотвращения травмы. Как правило, в этом случае развивается состояние, называемое «комплексное посттравматическое стрессовое расстройство». Из-за воздействия защитных механизмов психики воспоминания о травмах этого типа характеризуются неясностью, размытостью. С течением времени индивид может развить симптомы посттравматической диссоциации для того, чтобы уменьшить воздействие травматической ситуации на его психику. Травмы этого типа могут привести к возникновению чувства вины и стыда, к снижению самооценки и даже к изменению представлений индивида о собственной личности. Чаще, чем в предыдущем случае, возникают нарушения в отношениях с окружающими, отстранённость, аддикции.

### Причины психологических травм у детей и подростков

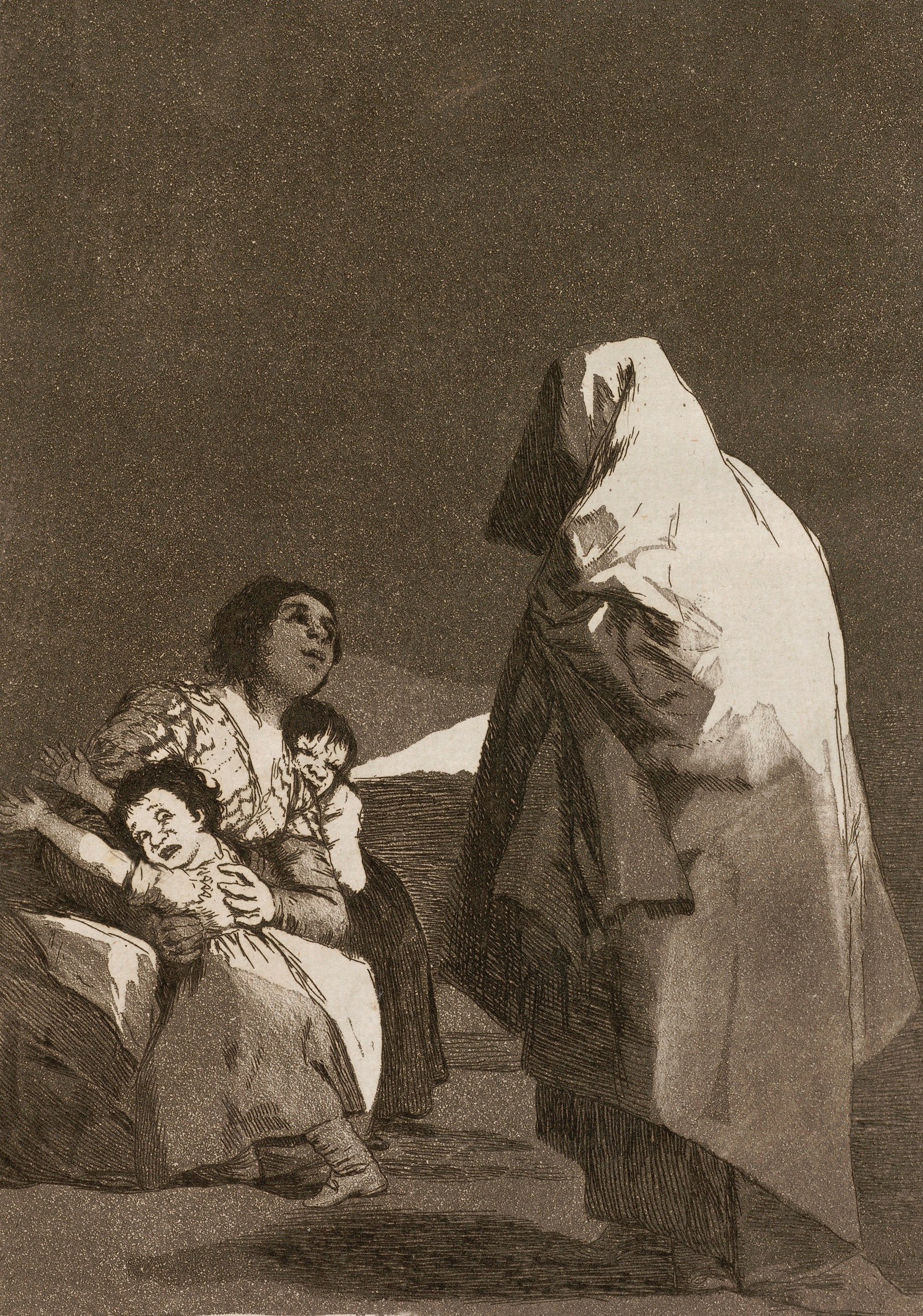
«Приход Буки», Гойя, 1797 год — угроза, в воспитательных целях, отдать ребёнка вымышленному существу может вызвать психологическую травму

Психологическое воздействие травматического события зависит от возраста ребёнка.
Для грудного ребёнка ПТСР может быть связано с влиянием физической боли, расставанием с человеком, который о нём заботился, или неспособностью человека, который о нём заботится, удовлетворить физические и эмоциональные потребности ребёнка (см. Материнская депривация).
Для детей младше 5 лет события, связанные со смертью или угрозой смерти (см. Страх смерти), являются менее травмирующими, чем в более старшем возрасте. Дети младшего возраста переживают смерть близкого человека как травму расставания: они верят, что умерший будет жить в другом мире или что он может вернуться. К 5 годам ребёнок начинает понимать, что смерть означает окончательное исчезновение, но не представляет себе, что умереть может он сам или его родители. С его точки зрения, умирают лишь пожилые люди. Понимание того, что любой может умереть, появляется у ребёнка в возрасте от 5 до 8 лет. Лишь с этого момента события, связанные со смертью или с угрозой смерти, становятся по-настоящему травматичны для ребёнка. Однако представления ребёнка о смерти и страх, связанный с ней, зависят от религиозного контекста, в котором воспитывается ребёнок.
Что касается физических травм, дети младшего возраста не представляют себе, что это может привести к инвалидности, и не испытывают страха по этому поводу. ПТСР в этом возрасте связано в большей степени с физической болью, страхом медицинского вмешательства и с тем, что вследствие госпитализации ребёнок может оказаться оторванным от семьи и оказаться среди чужих людей. Травмирующим для ребёнка может быть и то, что родители не сумели защитить его от физической травмы, не сумели позаботиться о нём после травмы и отдали его чужим людям.
Ребёнок склонен оценивать опасность происшествия, исходя из эмоциональной реакции взрослых: он будет сильнее травмирован, если взрослые выглядят испуганными и неспособными справиться с ситуацией. Также страх и беспомощность взрослых в момент события сами по себе являются психологической травмой для ребёнка, если он до этого момента верил, что они сильны, ничего не боятся и способны его защитить.
В возрасте от 2 до 7 лет ребёнок верит тому, что говорят старшие, особенно родители. Поэтому психологической травмой может стать угроза, сказанная в шутку или в воспитательных целях.
У детей младшего возраста ПТСР может быть вызвано длительной иммобилизацией, например с лечебными целями.
Что касается сексуального насилия над детьми, иногда это событие становится более травмирующим позже, когда по мере взросления ребёнок осознаёт стыд, связанный с этим.
Если в травматичной ситуации ребёнок не плачет, не чувствует боли и выглядит притихшим, то это с большой вероятностью может указывать на шоковую реакцию с возникновением защитной диссоциации (вытеснение чувства страха и боли). В этом случае подавленные эмоции могут долгое время не проявлять себя и выйти наружу значительно позже, в сходной ситуации. При этом индивид может не осознавать связи своих симптомов с детской травмой, она может быть даже забыта на сознательном уровне.
Подростки в целом реагируют на травмы так же, как взрослые. Они меньше, чем дети, зависимы от поведения старших в травматической ситуации. Тем не менее подросток может потерять доверие к людям, если в момент травмы значимые для него люди проявили трусость, недостаток сострадания или эгоизм.

### Особенности травматической ситуации и реакции на неё
Травматичность ситуации для психики зависит от следующих дополнительных факторов:
- внезапность;
- непредсказуемость;
- длительность;
- повторяемость;
- отсутствие похожего жизненного опыта;
- ущерб, который был причинён или мог бы быть причинён жертве или её близким;
- экспозиция смерти (особенно для себя или своих близких): даже краткий опыт этого рода может вызвать серьёзные изменения в психике человека;
- невозможность сохранения контроля, чувство собственной беспомощности;
- вынужденность вести себя в несоответствии со своими моральными нормами и с представлением о своей идентичности;
- унижение личного достоинства[48];
- травма является более тяжёлой, если произошло вторжение в личное пространство человека (например, физическое и сексуальное насилие);
- событие является более травматичным для свидетелей события, если жертвой оказывается ребёнок[49];
- дополнительным крайне негативным фактором может быть сходство события с пережитыми в детстве психологическими и физическими травмами. В этом случае воспоминания о детских травмах активизируются и усиливают симптомы ПТСР[50];
- переживание состояния диссоциации в момент травмы является значимым предиктором того, что у индивида в дальнейшем разовьётся ПТСР[51]:

### Посттравматический период
Период, который следует за травмирующим событием, часто имеет большое значение для дальнейшего развития ПТСР. В этот момент непосредственная опасность исчезает. Страх и симптомы диссоциации становятся менее интенсивными, и индивид осознаёт случившееся. Это может оказаться дополнительным психотравмирующим фактором, особенно если нет уверенности, что опасная ситуация не повторится. В частности, тяжесть ПТСР может зависеть от следующих обстоятельств:
- от того, насколько последствия события способствуют социальной изоляции индивида;
- осознание ущерба сообществу, к которому принадлежит жертва, или её системе поддержки[52];
- массовый характер бедствия;
- неэффективность спасательных работ;
- невозможность получить необходимую информацию;
- наличие вторичных психотравмирующих факторов[48];
- необратимость изменений и потеря надежды на восстановление утраченного;
- трудность морального выбора при необходимости принимать важные решения;
- то, как человек ретроспективно оценивает своё поведение во время события;
- потеря своей социальной роли и статуса;
- стигматизация, которая может возникнуть у жертвы насилия;
- разрушение привычной социальной обстановки, которое вынуждает жертву адаптироваться к новой ситуации[53];
- разрушение структур, предназначенных для защиты и спасения людей;
- нарушение процесса услуг, обычно оказывавшихся сообществом (например, обеспечение электроэнергией, водоснабжение, транспорт, средства коммуникации, захоронение умерших)[54].

В процессе осознания происшедшего более травматичными событиями для индивида являются те, которые:
- произошли по сознательному умыслу (например, военное нападение, насилие) — они вызывают чувство гнева и потерю доверия к людям;
- произошли по чьей-либо ошибке (например, техногенные катастрофы, медицинские ошибки) — такое событие вызывает сильное чувство горечи при мысли, что его можно было бы избежать. Исчезает доверие к компетенции других людей, в том числе руководящих лиц и профессионалов, что становится одним из факторов, усиливающих в дальнейшем посттравматическую тревожность[49];
- имеют физические последствия — это не только является дополнительным стрессогенным фактором, но и постоянно напоминает человеку о пережитом травмирующем событии;
- подразумевают отсутствие поддержки со стороны других людей[55] или негативные реакции окружающих, медицинского персонала и работников социальной сферы на проблемы человека, перенёсшего травму (например, отрицание самого факта травмы, отрицание связи между травмой и страданиями, обвинение жертвы, отказ оказать помощь)[56];
- в то же время вторичная травматизация может быть связана с гиперопекой пострадавшего, которая отгораживает его от внешнего мира и обыденной жизни[56];
- предполагают необходимость давать показания и выступать в суде — это вынуждает человека вспоминать во всех подробностях травматический эпизод. К тому же основной принцип уголовного судопроизводства заключается в том, что лицо считается невиновным, пока его вина в совершённом преступлении не будет доказана. Для жертвы это является дополнительным травмирующим фактором, усиливая чувство несправедливости случившегося с ней[55];
- пробуждают чувство вины — анализируя случившееся, человек всегда находит нечто, что он мог бы сделать иначе. Существует также так называемая «вина выжившего», когда человек ощущает себя виноватым в том, что он остался жив, а другие погибли; выживший ощущает бремя невыносимой ответственности[57].

Субъективное психологическое воздействие травматического события также связано с тем, насколько это событие нарушает базисные убеждения человека о мире и о самом себе, которые в психологии часто называют «базовыми иллюзиями». Эти иллюзии помогают человеку защищать себя от чувства тревоги по поводу возможных опасностей:
- Иллюзия собственного бессмертия (см. Отрицание смерти) — обычно до переживания травмы человек на подсознательном уровне не верит, что он когда-либо должен будет умереть. Переживание угрозы для своей жизни может кардинально изменить представления человека об окружающем мире, он начинает казаться хаотичным, непредсказуемым и опасным.
- Вера в справедливый мир — человек подсознательно верит, что всё, происходящее в мире, разумно, упорядоченно и справедливо («каждый получает то, что заслуживает»). Травма полностью разрушает эту веру, и у человека постоянно возникают мучительные мысли о несправедливости того, что с ним произошло, или навязчивые вопросы о том, в чём была его вина и почему именно с ним это произошло.
- Иллюзия собственной непогрешимости — человек изначально считает себя сильным и способным всегда действовать правильно. Пережив травму, он теряет самоуважение и упрекает себя в том, что он не сумел вести себя так, как это было необходимо[54].

## Стадии ПТСР

### Фаза острого кризиса
Во время и непосредственно после травмирующего события индивид находится в состоянии психологического шока. Эта фаза обычно длится не более нескольких дней. Она предшествует возникновению клинической картины ПТСР, и её особенности в значительной степени определят дальнейшее течение заболевания. Могут проявляться:
- Интенсивный страх, вызывающий желание бежать или реакцию оцепенения. Некоторые жертвы травм после события могут продолжать чувствовать себя беззащитными, дрожать в течение нескольких часов, бояться остаться в одиночестве или, наоборот, ощущать опасение и недоверие в отношении людей.
- Защитная реакция отрицания часто проявляется в виде симптомов диссоциации: происходящее или только что случившее событие кажется человеку нереальным или случившимся не с ним, а с кем-то другим. Человеку может казаться, что события происходят во сне или в фильме, он находится вне собственного тела, время идёт быстрее или медленнее, чем в реальности.
- Состояние растерянности: человеку трудно ориентироваться в ситуации, принимать решения и совершать необходимые действия (иногда вплоть до неспособности говорить или двигаться).
- Состояние психологической уязвимости: человек очень восприимчив к советам окружающих людей (часто с некритическим отношением к этим советам) и в то же время становится крайне ранимым, болезненно воспринимая замечания или невнимание к нему со стороны окружающих.
- Стыд и отвращение по отношению к самому себе, что более типично для жертв сексуального насилия. Отвращение касается собственной личности или частей тела, к которым прикасался агрессор, они воспринимаются как «загрязнённые». В этом случае иногда человек может испытывать навязчивое желание постоянно мыться.
- Психосоматические симптомы, такие как тошнота, полная потеря аппетита.

Все эти реакции являются нормальными для психики человека в травмирующей ситуации. Иногда симптомы фазы острого кризиса проходят через определённый промежуток времени, но в некоторых случаях это состояние переходит в дальнейшем в синдром ПТСР.

### Фаза ПТСР
Долговременное состояние, в котором наблюдаются описанные ниже классические симптомы ПТСР. Исследования показали, что на этой стадии тяжесть симптомов напрямую зависит от интенсивности эмоциональных реакций или диссоциативной отстранённости в фазе острого кризиса.

### Фаза восстановления
В этой стадии симптомы исчезают или становятся менее интенсивными. Возвращается способность функционировать на уровне, характерном до травмирующего события. Восстановление может оказаться полным или относительным.
- При неблагоприятной динамике ПТСР некоторые симптомы могут остаться даже после исчезновения классической клинической картины. Могут сохраняться тревожно-депрессивное настроение, стойкие фобии (такие, как неспособность управлять транспортным средством у жертв ДТП), недоверие к миру и неверие в свои силы, склонность к социальной изоляции или, напротив, к зависимости от других людей. Воспоминание о событии остаётся травматичным и пугающим, оно продолжает вызывать сильные негативные эмоции, как если бы событие случилось совсем недавно. Переживания по поводу события продолжают занимать много места в жизни человека[60]. Особенностью ПТСР является волнообразная динамика. Пациент может довольно значительный период времени почти не иметь симптомов ПТСР, а затем под воздействием самого незначительного фактора, чем-то напоминающего первоначальную травму, а иногда и без всякой видимой причины симптомы вновь возвращаются[61]. Возможны следующие варианты неблагоприятной динамики ПТСР[62]:
- генерализация реакции страха;
- генерализация реакции гнева;
- диссоциация и «уход в себя»;
- использование выгоды от болезни.
- В случае полного восстановления происходит значительное уменьшение тревожности, депрессивных симптомов, гнева или стыда по поводу случившегося. К человеку возвращается доверие к миру и людям, уверенность в себе, оптимизм и прилив энергии, способность строить проекты на будущее, интерес к прежним увлечениям, работе, межличностным отношениям. Воспоминания о событии становятся значительно менее травмирующими и больше не вызывают интенсивного страха, они интегрируются в жизненный опыт индивида и воспринимаются как часть прошлого, не мешая получать радость от жизни. Иногда даже наблюдается феномен «посттравматического личностного роста»[60].

#### Концепция посттравматического личностного роста
Идея о том, что страдания и тяжёлые переживания могут изменить человека в лучшую сторону, является древней и достаточно распространённой. Такие воззрения встречаются, например, у древних иудаистских авторов, в древнегреческой культуре, в раннем христианстве, в некоторых течениях индуизма, буддизма и ислама.
Термин «посттравматический рост» был создан в середине 1990-х годов психологами Р. Тедески (Richard G. Tedeschi) и Л. Калхуном (Lawrence G. Calhoun). По мнению Тедески, как минимум 90 % людей, переживших психологическую травму, отмечали как минимум один положительный аспект этого опыта для их личностного роста: например, возросшую способность получать радость от своей жизни. Это не исключает присутствия посттравматических симптомов, которые могут существовать параллельно с процессом личностного роста.
При этом предполагается, что причиной личностного роста является не само травмирующее событие, а усилия, которые индивид предпринимает для преодоления последствий травмы. Также имеет значение тип пережитой травмы. Например, исследования показали, что жертвы сексуального насилия реже сообщают о посттравматическом личностном росте, чем жертвы природных катастроф.
Для изучения данной концепции был создан «Опросник посттравматического роста» (Posttraumatic Growth Inventory). Он состоит из 21 вопроса, причём вопросы касаются 5 аспектов жизни индивида:
1. Отношения с другими людьми.
2. Новые возможности.
3. Сила личности.
4. Духовное преображение.
5. Способность получать радость от жизни[68].

Некоторые исследователи оспаривают указанную концепцию. Они считают, что идея личностного роста после травмы является иллюзией индивида, психологической защитой, которую он создаёт, чтобы не признаваться себе в том, насколько большой вред причинила ему травма. При этом были проведены исследования, показавшие, что эта психологическая защита не является эффективной. Наоборот, индивиды, которые считали, что в результате травматического опыта внутренне выросли, проявляли больше посттравматических симптомов, чем те пострадавшие, кто не считал травму положительным опытом для своего личностного развития.

## Клинические проявления
Диагностическое и статистическое руководство по психическим расстройствам DSM-5 (Diagnostic and Statistical Manual of Mental Disorders) предлагает список определённых критериев для установления диагноза посттравматического расстройства. Указанные диагностические критерии относятся к взрослым, подросткам и детям в возрасте старше 6 лет. Для детей 6 лет и младше указываются дополнительные критерии.
- Критерий А. Индивид пережил угрожающую жизни ситуацию, или ситуацию серьёзной физической травмы, или ситуацию опасности возникновения серьёзной травмы, или ситуацию сексуального насилия в одном или нескольких из перечисленных вариантов:

1. Индивид оказался жертвой подобного события.
2. Индивид был непосредственным свидетелем подобного события, где жертвой оказался кто-то другой.
3. Индивид получил информацию о том, что травмирующее событие произошло с членами его семьи или близкими друзьями; при этом такое событие должно либо быть насильственным, либо являться несчастным случаем.
4. В связи со своими профессиональными обязанностями индивид пережил повторяющиеся травматические или вызывающие отвращение события, такие как, например, участие в спасательной команде, собирающей человеческие останки, или работа с детьми, которые оказались жертвами жестокого обращения или сексуального насилия. Примечание: этот критерий не применим к просматриванию электронных источников информации, телевидения, фильмов и фотографий, если только это просматривание не связано с профессиональными обязанностями индивидуума.

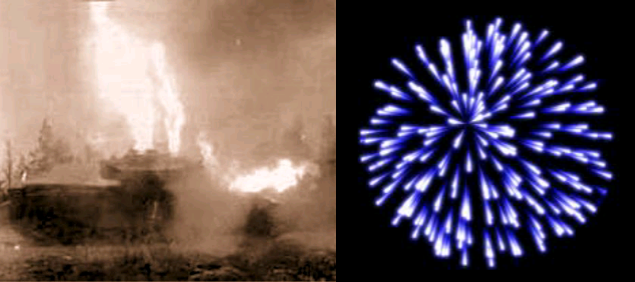
Пример возникновения психопатологического репереживания — звук и вспышка при салюте могут напомнить индивидууму вспышку и звук при взрыве танка

- Критерий В. Наблюдается присутствие одного или более из следующих симптомов интрузии (навязчивого повторного переживания события), которые появились после переживания травмирующего события:

1. Периодически повторяющиеся непроизвольные навязчивые и мучительные воспоминания о травматическом событии (событиях). Примечание. У детей младше 6 лет они могут выражаться в повторяющихся играх (отыгрывание), где ребёнок воспроизводит некоторые аспекты травмирующей ситуации.

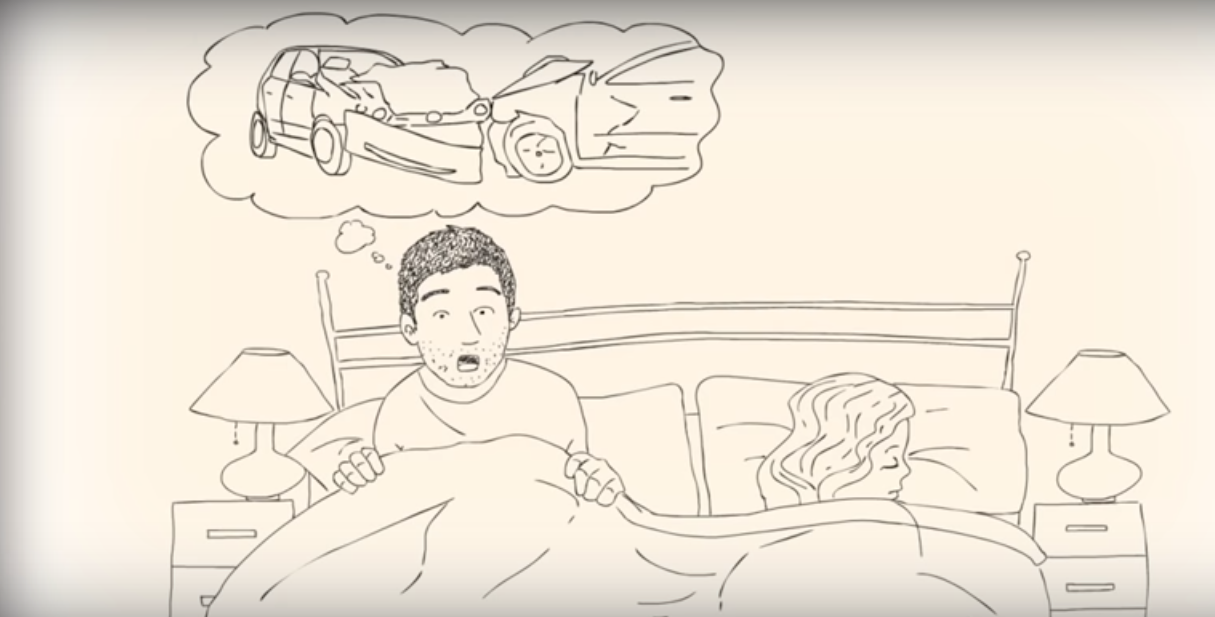
Патологическое репереживание при ПТСР
2. Диссоциативные реакции (например, репереживания, иллюзии и галлюцинации), при которых индивид ощущает себя и действует так, как будто травмирующее событие вновь происходит в данный момент. К данному критерию относятся также диссоциативные симптомы, возникающие в момент пробуждения или под воздействием психоактивных веществ. При этом у индивида может произойти полная потеря контакта с реальностью. Примечание: у детей такие реакции могут проявляться в поведении, которое имело место в момент травмы.

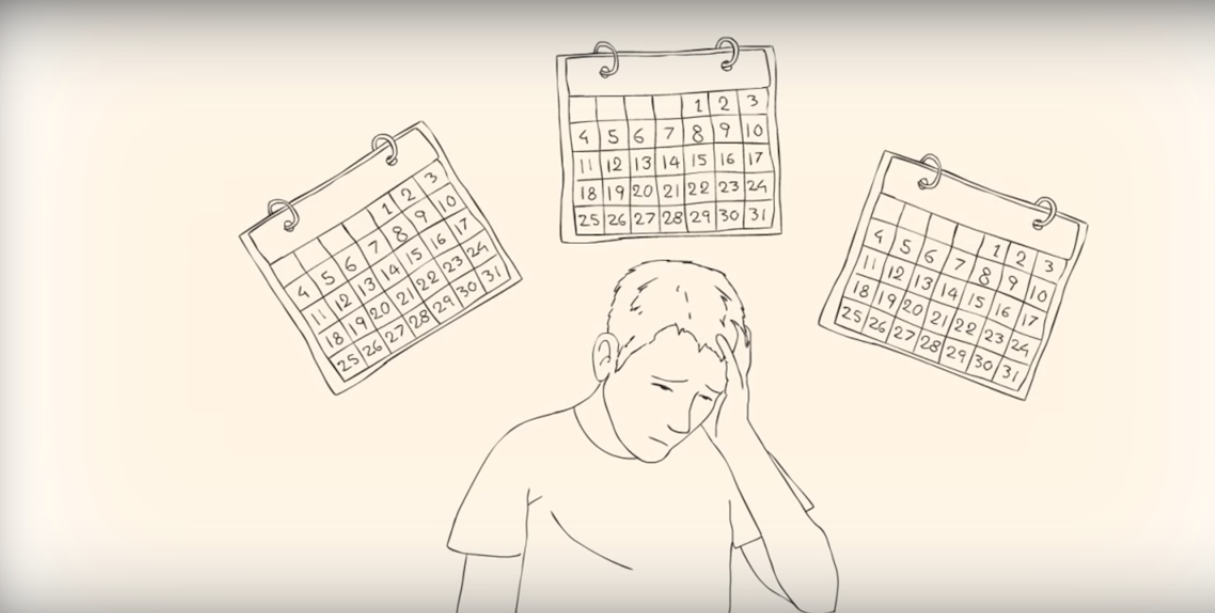
При ПТСР даты, связанные с травмирующим событием, могут вызвать сильные негативные эмоции
3. Интенсивные мучительные переживания, вызванные внешней или внутренней ситуацией, напоминающей о травматических событиях (такой, как определённые даты, погодные условия или место, напоминающее то, где произошла травма).
4. Физиологическая реактивность в ситуациях, которые внешне или внутренне напоминают какие-либо аспекты травматического события.

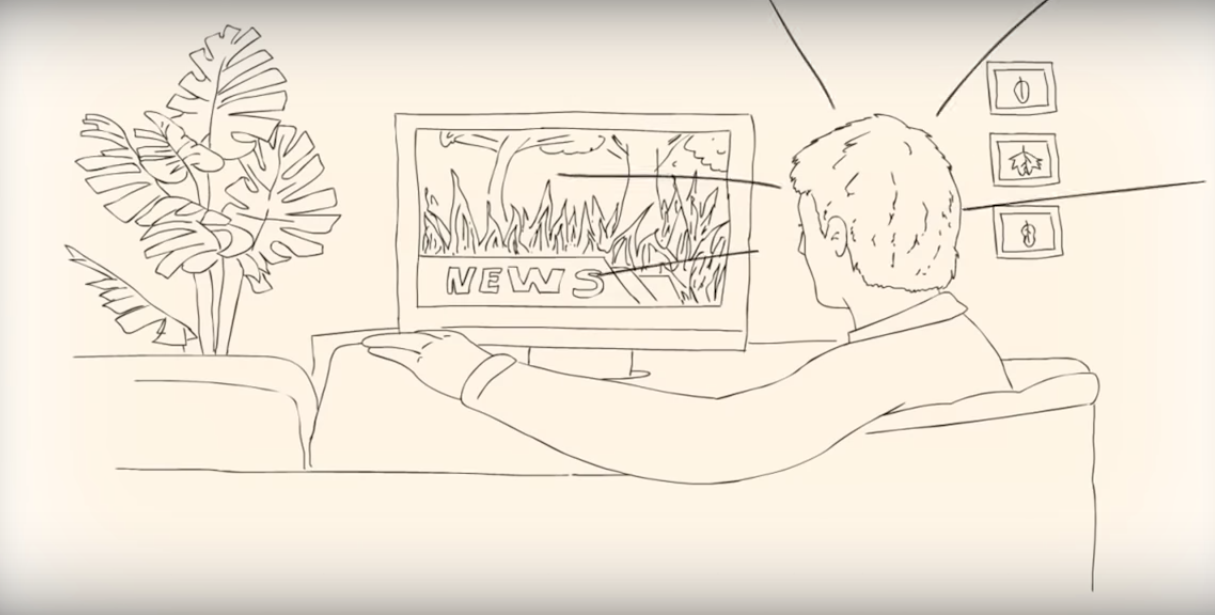
При ПТСР индивид может интенсивно реагировать на то, что напоминает ему травмирующую ситуацию

- Критерий С. Тенденция к постоянному избеганию того, что может ассоциироваться с травматическим событием, причём это избегание появляется после переживания травматической ситуации и подтверждается как минимум одним из двух следующих симптомов:

1. Усилия, производимые для того, что избежать появления воспоминаний, мыслей и чувств, связанных с травматическим событием.
2. Стремление избежать того, что может напомнить о травмирующем событии (избегание разговоров, действий, объектов, ситуаций, контакта с определёнными людьми, посещения мест), если они вызывают тревожные воспоминания, мысли или чувства о травматическим событии.

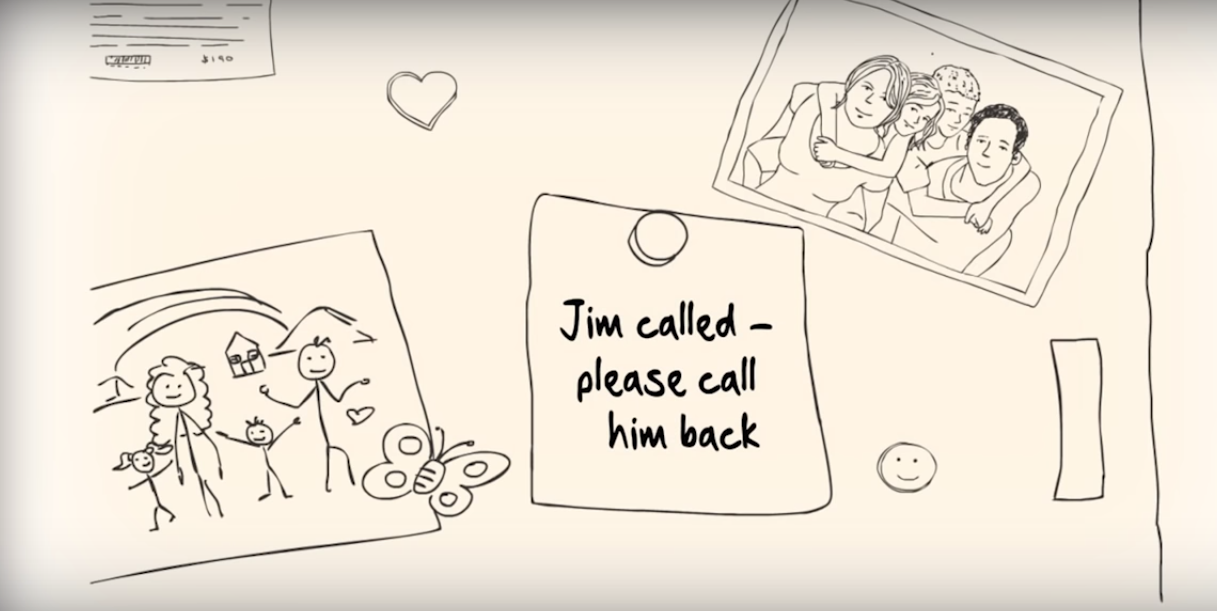
При ПТСР могут иметь место нарушения когнитивных процессов. Например, из-за проблем с памятью индивид вынужден записывать то, что он должен сделать

- Критерий D. Нарушения когнитивных процессов и эмоционального состояния, которые не наблюдались или не были столь интенсивными до переживания травматического события. Для подтверждения диагноза индивид должен проявлять два или более из нижеперечисленных симптомов:

1. Невозможность вспомнить важные аспекты травматического события, причём данный симптом не связан с такими факторами, как черепно-мозговая травма или употребление психоактивных веществ.

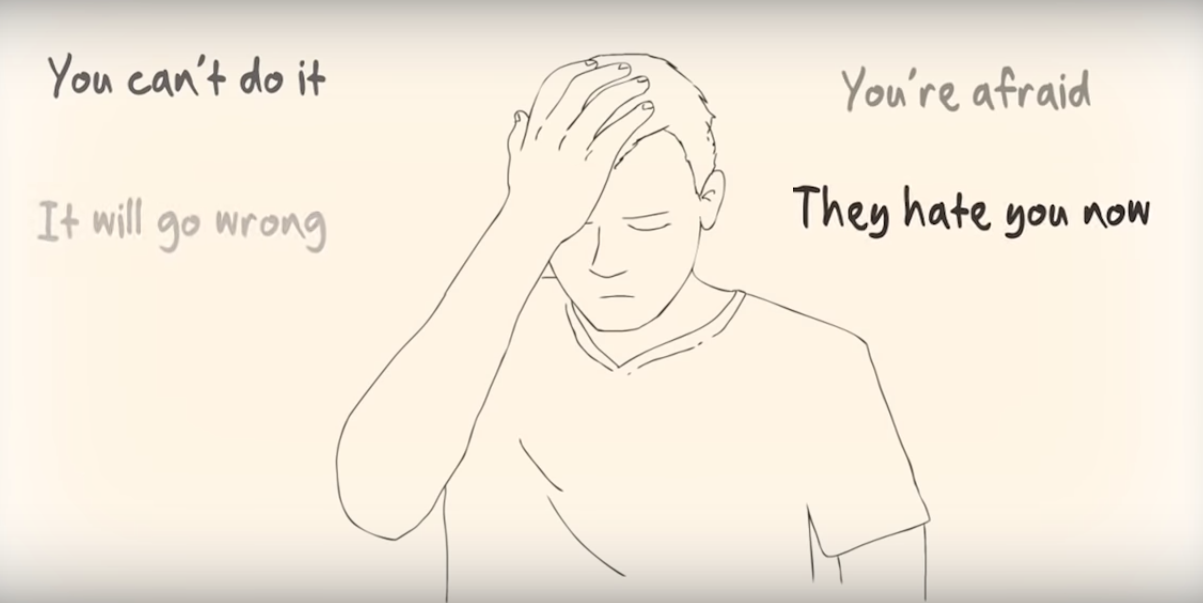
При ПТСР часто наблюдаются негативные убеждения и ожидания в отношении самого себя
2. Устойчивые негативные убеждения и ожидания в отношении себя, других или окружающего мира (например, убеждение «я плохой» или «я не смогу сделать карьеру, я не смогу создать семью» и т. д.).
3. Постоянное осуждение себя или других людей, если индивид считает себя или других ответственными за случившееся травматическое событие или его последствия.

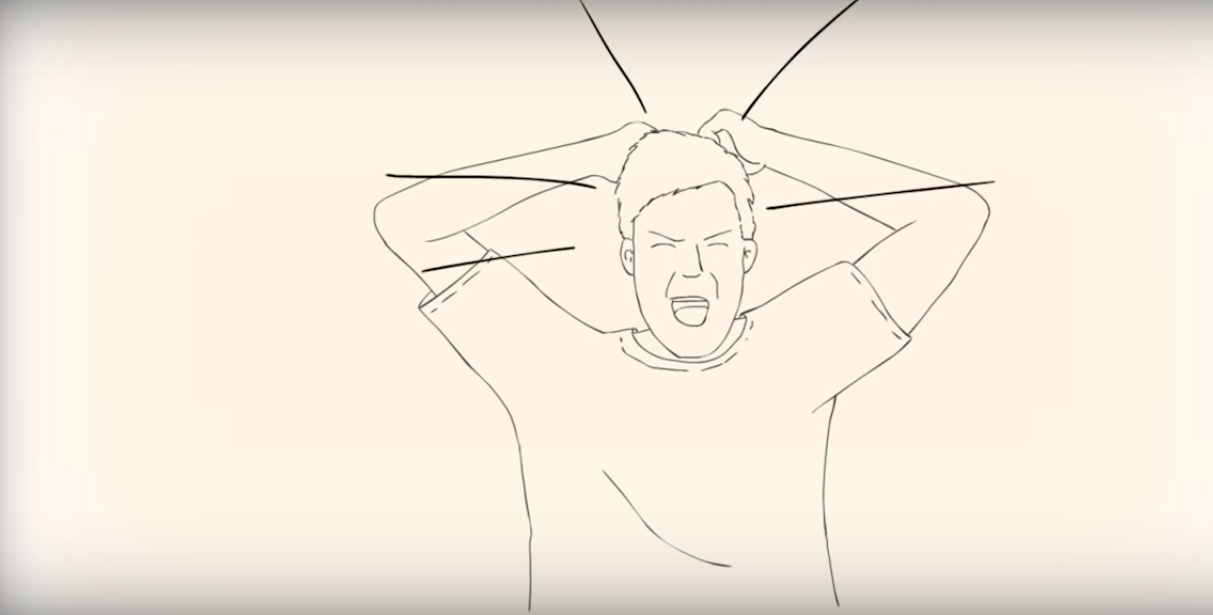
Раздражительность является частым симптомом при ПТСР
4. Постоянные негативные эмоции, связанные с травмирующим событием (например, страх, гнев, вина, стыд).
5. Постоянный заметно сниженный интерес к прежде значимым для индивида мероприятиям и видам деятельности, нежелание участвовать в них.

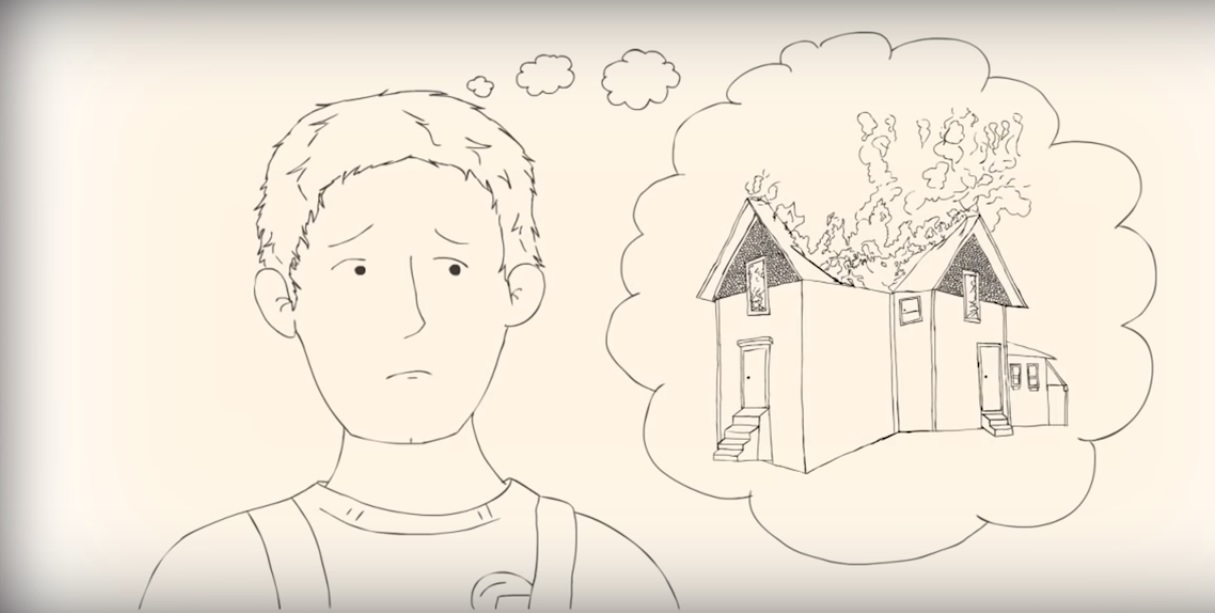
При ПТСР индивид избегает мыслей о том, что может вызвать у него негативные эмоции
6. Чувство отчуждения, безучастности, отсутствие эмоциональной вовлечённости в отношении других людей, ощущение себя «чужим» среди окружающих людей.

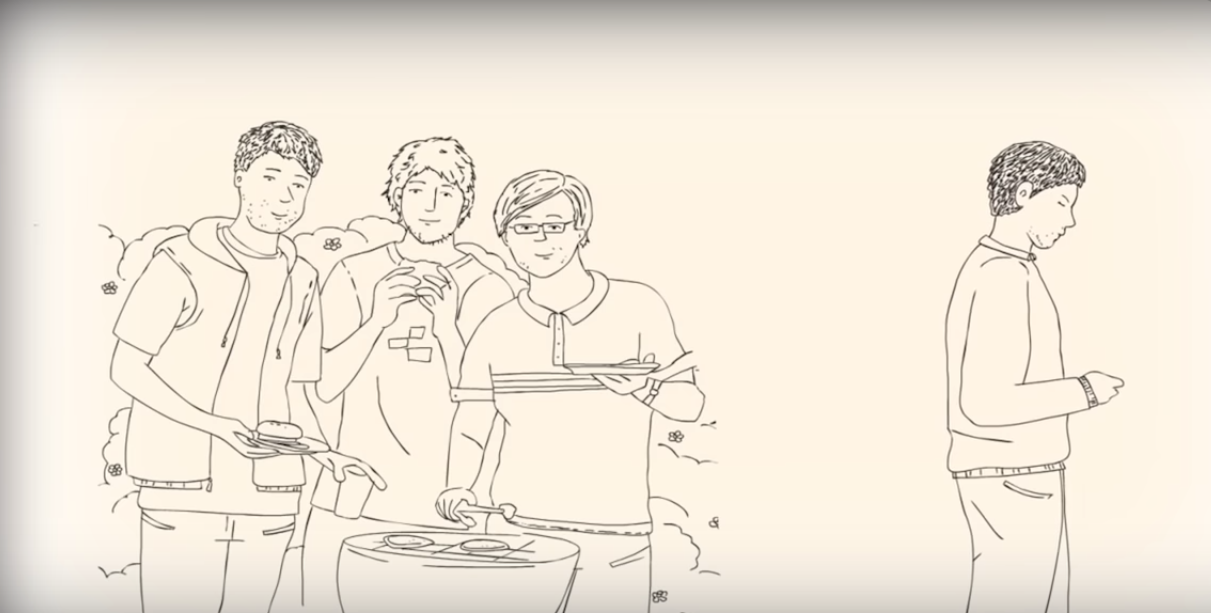
При ПТСР индивид может избегать контактов с людьми
7. Устойчивое снижение способности испытывать положительные эмоции или чувство любви.

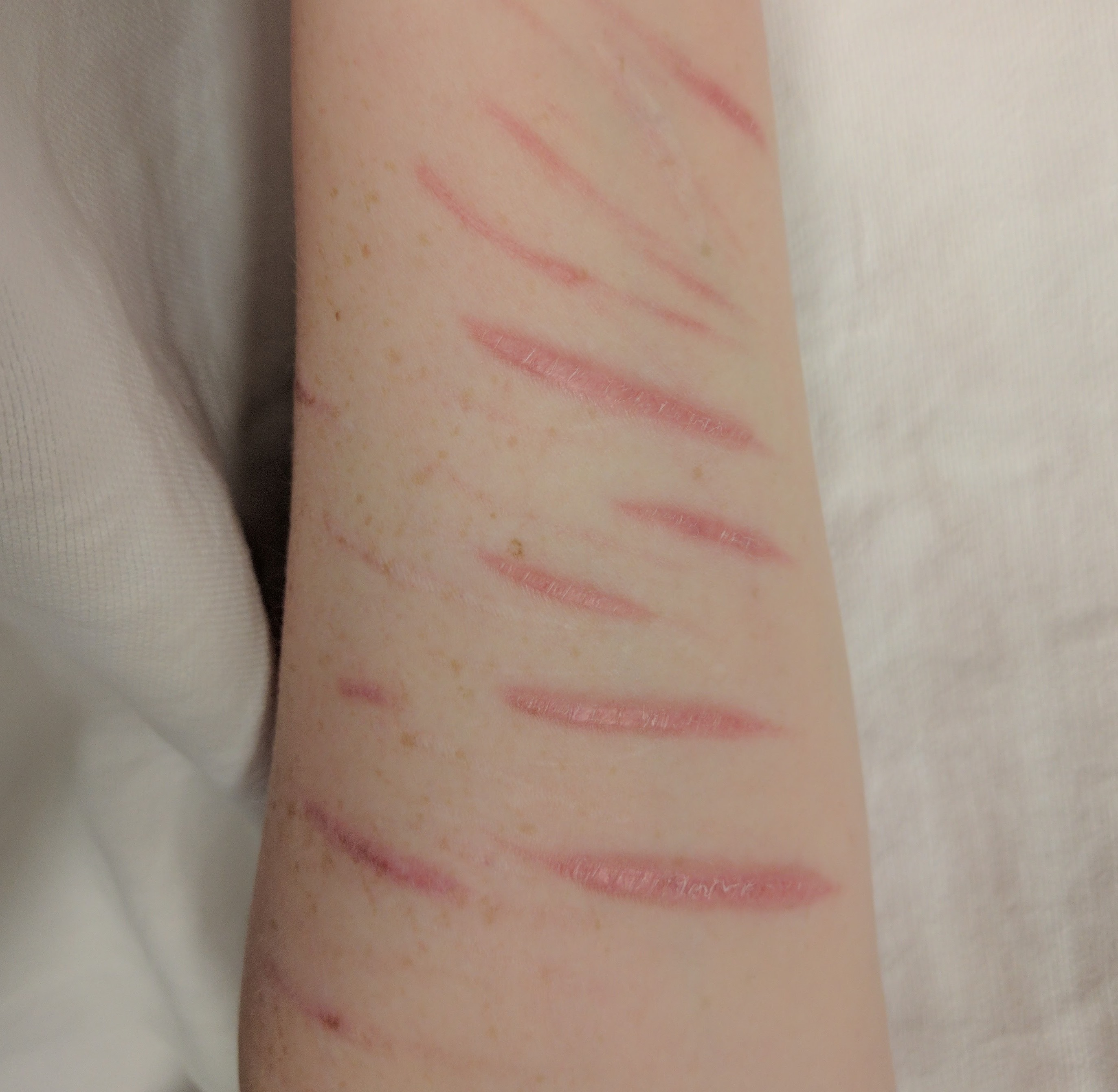
Пример аутоагрессии: шрамы на руке после нанесения порезов самому себе

- Критерий E. Заметные изменения в возбуждении и реактивности нервной системы, которые появились или стали более интенсивными после переживания травмирующего события (событий).

Для подтверждения диагноза индивид должен проявлять два или более из нижеперечисленных симптомов:
1. Раздражительность, вспышки гнева или агрессивное поведение по отношению к людям или объектам.
2. Опасное для самого индивида или аутоагрессия (саморазрушительное поведение).
3. Постоянное состояние повышенной насторожённости.
4. Реакции испуга в ответ на незначительные стимулы.
5. Нарушение концентрации внимания.
6. Нарушения сна.

- Критерий F. Для постановки диагноза необходимо, чтобы симптомы, описанные в критериях B, C, D и E, присутствовали в течение более одного месяца.
- Критерий G. При этом данные симптомы вызывают клинически значимые нарушения функционирования организма пациента и приводят к проблемам в профессиональной и социальной жизни или к проблемам в других важных областях жизни индивида.
- Критерий H. Описанные выше нарушения восприятия не относятся к физиологическим эффектам каких-либо веществ (например, наркотиков, лекарств, алкоголя) или проявлениям эпилептических припадков[70].

При этом если симптомы присутствуют дольше 3 месяцев, то диагностический код изменяется с «острого» на «хронический». Если же симптомы появляются через 6 месяцев с момента события, то говорят об «отсроченном начале». Симптомы ПТСР могут появиться как сразу после травмы, так и спустя много лет после травмирующего события.

Психиатр Фрэнк Очберг, один из создателей концепции ПТСР, предложил добавить к этим диагностическим критериям дополнительные критерии виктимизации, которые более характерны для жертв насилия:
- стыд, самоуничижение;
- самоосуждение; жертва принимает на себя ответственность, даже если её невиновность совершенно очевидна;
- покорность, чувство беспомощности, потеря способности доминировать;
- доходящая до навязчивости ненависть в отношении виновника травмы с желанием отомстить ему или унизить его (что в некоторых случаях может проявляться взрывами гнева);
- «парадоксальная благодарность» по отношению к виновнику травмы — от сострадания до романтической любви. Благодарность может ощущаться, например, за то, что агрессор оставил жертву в живых («Стокгольмский синдром»);
- чувство загрязнённости, отвращение к себе, вплоть до ощущения себя дурным, «испорченным»;
- сексуальные проблемы и трудность сближения с партнёром (что более характерно для жертв сексуального насилия);
- чувство безнадёжности, отказ от борьбы, сломленная воля (часто жертва позволяет продолжать проявлять насилие по отношению к ней или эксплуатировать её);
- заметное снижение интереса к своему прошлому или будущему;
- повторная виктимизация;
- снижение социоэкономического статуса;
- повышенный риск снова оказаться жертвой из-за психологических и социальных последствий травмы[73].

## Описание основных симптомов

### Изменения в возбуждении и реактивности нервной системы
ПТСР приводит к состоянию хронического перевозбуждения вегетативной нервной системы. Это вызывает такие симптомы, как проблемы со сном, раздражительность (вплоть до вспышек гнева), сверхбдительность в отношении потенциальной угрозы (в крайних случаях напоминающая паранойю). Из-за повышенной реактивности нервной системы пациент может непроизвольно вздрагивать и даже подпрыгивать, услышав неожиданный шум.

### Психопатологические репереживания
Психопатологическое репереживание, — это внезапно (часто без видимых причин) всплывающее из памяти воспоминание о травматическом событии, причём пациент испытывает ощущение, что событие происходит с ним в данный момент. При репереживаниях, связанных с травмами, пережитыми в детстве, взрослому человеку может казаться, что его тело стало маленьким и слабым, как у ребёнка
Этот симптом является очень характерным (почти у всех лиц, страдающих ПТСР, наблюдаются репереживания) и притом одним из самых тяжёлых и пугающих в клинической картине ПТСР. Часто пациент стесняется говорить о репереживаниях: ему стыдно, что воспоминания вызывают у него такой сильный страх.
Репереживания могут проявляться в форме зрительных образов, звуков, запахов, тактильных и вкусовых ощущений, имевших место в момент травмы. Иногда у пациента присутствует лишь один тип репереживания, но часто они возникают одновременно, создавая полную, очень реалистичную и пугающую картину травматического события. Обычно репереживания активируются какими-либо внешними стимулами (зрительными, звуковыми, тактильными, вкусовыми и тому подобными), напоминающими о событии (триггерами). Напоминание о травматическом событии вызывает тяжёлые негативные эмоции у пережившего травму индивида. В частности, запахи являются очень мощным триггером для появления репереживаний.
При возникновении репереживания могут наблюдаться следующие внешние признаки, которые не возникают при обычных воспоминаниях:
- ригидность мышц рук или ног;
- сжимание кулаков;
- признаки нервного возбуждения (изменение ритма дыхания, усиленное потоотделение, покраснение лица);
- изменение выражения лица;
- отрешённый, пустой взгляд;
- потеря ориентации в пространстве;
- странное и необычное для данного человека поведение;
- внезапное и необъяснимое в контексте ситуации проявление агрессивности, страха или желания уйти;
- спутанная речь, мутизм или внезапное изменение в манере говорить;
- состояние, напоминающее транс (например, ритмичное раскачивание тела)[78].

### Ночные кошмары
При ПТСР ночные кошмары сходны с репереживаниями: они создают ощущение реальности происходящего и вызывают сильный страх. Однако если репереживания точно воспроизводят фрагменты события, то сновидения могут иметь символическую форму, лишь отдалённо напоминающую то, что произошло в момент травмы. Кроме того, содержание и форма репереживаний не изменяется со временем, а в сновидениях может произойти смешение воспоминаний о травме с воспоминаниями о том, что произошло недавно. Например, кошмар может содержать сцены из увиденного накануне фильма, если на уровне подсознания была установлена ассоциативная связь между сценой из фильма и травмирующим событием. Кошмары приводят к нарушению сна: индивид просыпается в страхе или старается не уснуть, боясь возникновения кошмаров.
При ПТСР для ночных кошмаров характерно «фотографическое» воспроизведение прошлых событий. По этой причине пациентов, страдающих от нарушений сна, расспрашивают о содержании их снов; ПТСР подозревают при наличии очень ярких и правдоподобных кошмаров. При ПТСР во время сна пациент может совершать различные движения, а при пробуждении от кошмара может быть возбуждён, испуган, он может кричать, нападать на своего партнёра в постели или стискивать его.

### Посттравматическая диссоциация
Посттравматическое расстройство может привести к возникновению диссоциативных симптомов. Под термином «диссоциация» понимается защитный механизм (или его результат), посредством которого согласованный набор действий, мыслей, отношений или эмоций отделяется от целостной психики личности и функционирует независимо. При этом два или более психических процесса могут сосуществовать независимо друг от друга. Одним из результатов действия этого защитного механизма является то, что если пациент входит в состояние диссоциации, у него снижается болевая чувствительность. У большинства пациентов с ПТСР не наблюдается значительных диссоциативных симптомов. По данным исследований, их наличие коррелирует с травматичным детским опытом. Также отмечено, что присутствие симптомов диссоциации приводит к более высокому риску суицида при ПТСР.
Диссоциативные симптомы ПТСР разделяются на три группы:
- Первичная диссоциация: если некоторые аспекты травматичного события невыносимы для психики индивида, он может вытеснять их из сознания. В таком случае воспоминание о событии оказывается фрагментированным и отдельные детали могут быть забыты. Этот симптом очень типичен для посттравматического расстройства[82]. При этом сенсорные и эмоциональные элементы события не могут быть интегрированы в рамках единой личностной системы памяти, часто они остаются изолированными от сознания, и репереживание травматической ситуации становится разделённым на изолированные соматосенсорные элементы[80].
- Вторичная диссоциация: пережив травму, индивид начинает отрешённо воспринимать события своей жизни, как если бы он был сторонним наблюдателем того, что с ним происходит[83]. Вторичная диссоциация оказывает анестезирующее действие, она позволяет дистанцироваться от страха, снизить уровень боли и негативных эмоций и не дать себе осознать все последствия травмы[80].
- Третичная диссоциация: в случае повторяющихся психологических травм возникает психологическая защита в форме создания психических субличностей (эго-состояний), каждая из которых хранит часть информации о травмирующем опыте. В этом случае в разных жизненных ситуациях в поведении человека может проявляться та или иная субличность[83]. Некоторые из этих эго-состояний могут изолироваться от психики и переживать внутри себя боль, страх или гнев, связанные с пережитой травматической ситуацией и её последствиями. Параллельно с этим другие эго-состояния остаются как бы в неведении относительно травмы и позволяют индивиду успешно выполнять свои повседневные обязанности. Крайним выражением третичной диссоциации является расстройство множественной личности[61].

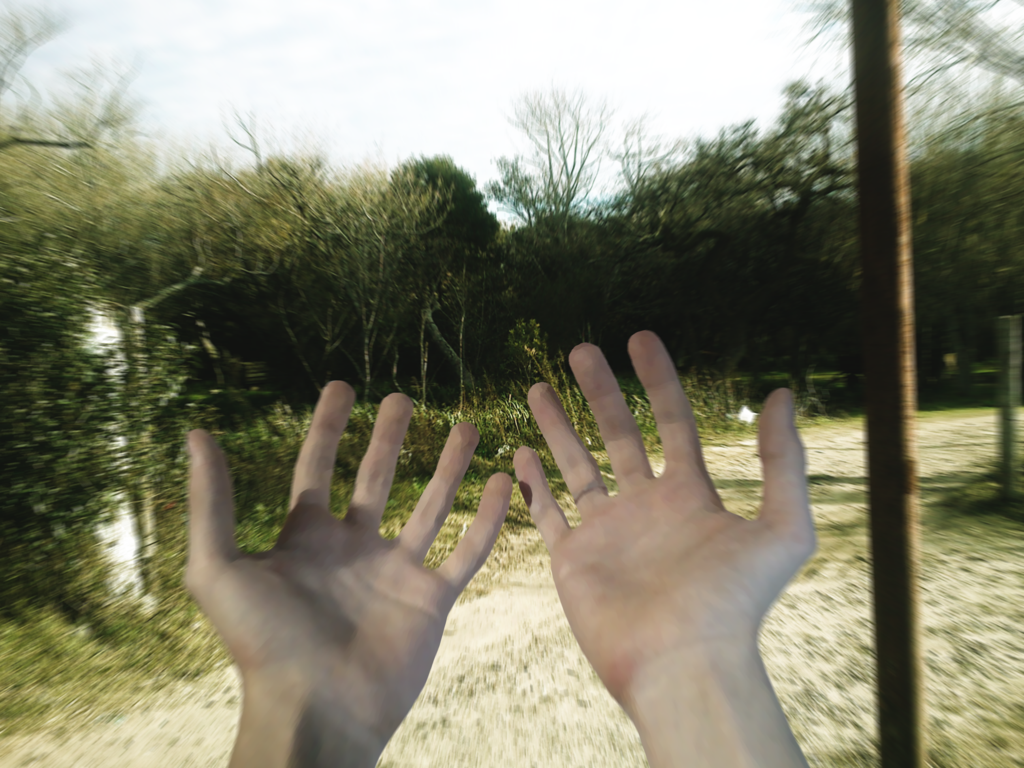
При диссоциации в форме деперсонализации индивид испытывает чувство отстранённости по отношению к собственному телу

Существует несколько типов диссоциативных симптомов:
1. Диссоциативная амнезия: невозможность вспомнить какую-либо информацию при отсутствии расстройств памяти.
2. Диссоциативная фуга (от лат. fuga — «бегство»), которая выражается в возникновении двигательного возбуждения на фоне сумеречного состояния (раздевание, бег и прочие подобные активности). Период пребывания в сумеречном состоянии чаще короткий, но может продолжаться много часов и обычно забывается индивидом. В некоторых случаях индивид может покинуть своё место жительства, забыть свою прошлую жизнь и считать себя другим человеком.

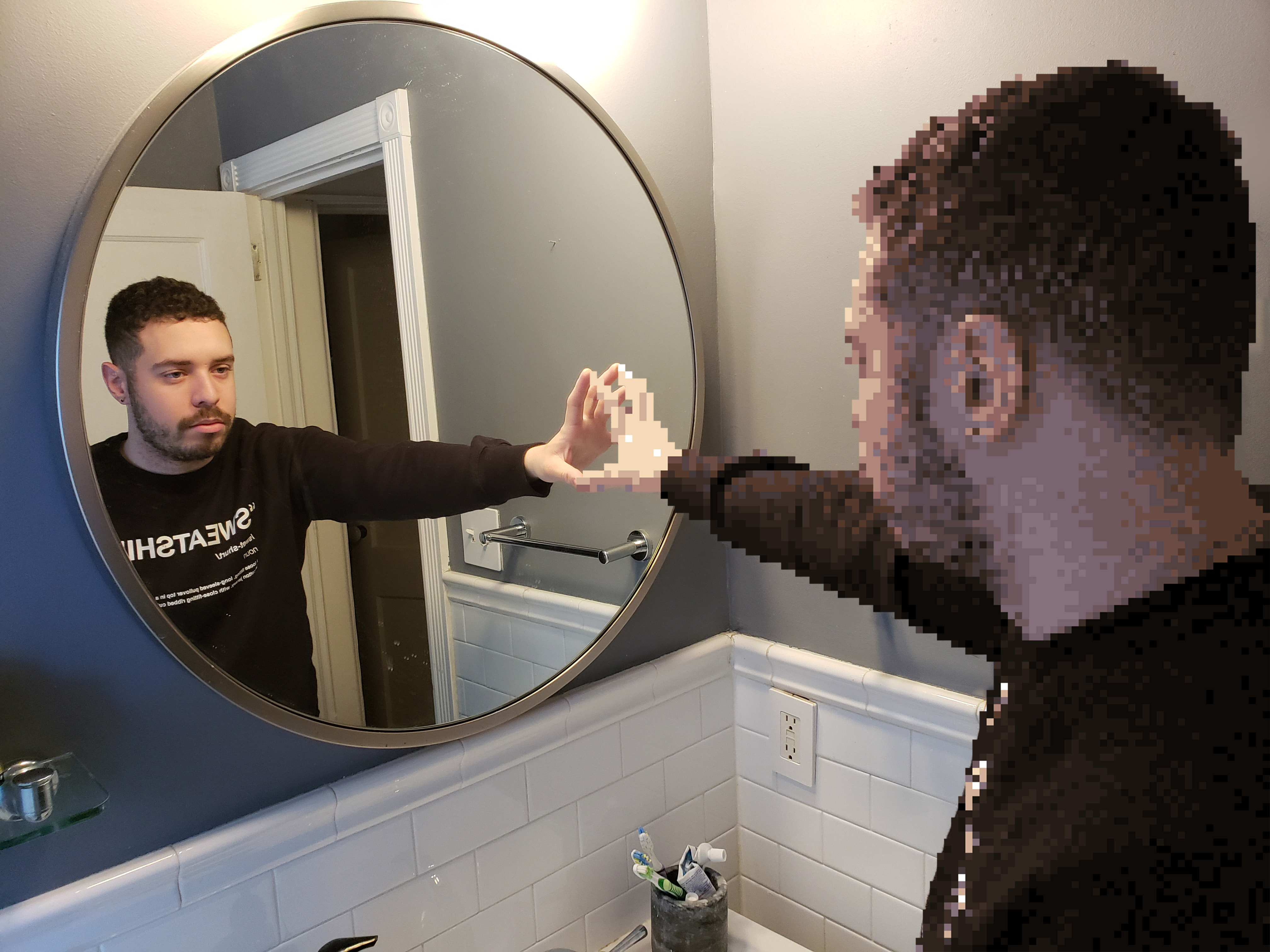
При диссоциации в форме деперсонализации индивид может не ощущать идентичности с собственным отражением в зеркале, это может иметь место в тяжёлых случаях ПТСР

3. Дереализация — индивид ощущает то, что происходит с ним, как нечто странное, сверхъестественное или даже нереальное. Длительность этого состояния может варьироваться. Оно возникает обычно в состоянии интенсивного стресса и может вызвать сильный страх. При дереализации индивид воспринимает реальность отстранённо, она не вызывает у него никаких эмоций. Однако опыт потери ощущения реальности может быть настолько пугающим, что он усиливает тревожное состояние индивида. Обычно пациенты описывают ощущения дереализации в следующих выражениях:
- чувствует себя сторонним наблюдателем происходящего;
- испытывает ощущение пелены перед глазами;
- «выходит из своего тела», как если бы индивид парил в воздухе и видел самого себя со стороны;
- находится в состоянии, напоминающем алкогольное опьянение;
- чувствует себя так, как если бы всё происходило во сне;
- также окружающий мир может восприниматься странным, деформированным или замершим, «безжизненным»;
- звуки окружающего мира кажутся приглушёнными, далёкими.

4. Деперсонализация — этот симптом похож на дереализацию, но относится не ко внешнему, а ко внутреннему миру индивида. Выражается он в потере чувства собственной идентичности. Человек помнит о событиях, которые с ним происходили, но у него нет внутреннего ощущения, что он принимал участие в происходящем. Иногда ему кажется, что он не существует в реальности или является персонажем фильма. У индивида может также появляться ощущение, что он не контролирует своё поведение и свои высказывания. У него может снижаться телесная чувствительность и эмоциональный отклик по отношению к внешним стимулам. Как и дереализация, этот опыт может быть пугающим и, в свою очередь, усиливать отстранённость человека от самого себя. В экспериментальном исследовании при чтении вслух описания травмирующего события у пациентов с симптомом деперсонализации сердечный ритм не ускорялся (как это обычно бывает при тревожности), а замедлялся. Испытуемые объясняли, что они в этот момент «отключались» от своего тела, чтобы не чувствовать страха, и им казалось, что все происходит во сне или что они находились вне своего тела. Однако объективное исследование показывает относительную сохранность эмоциональной активности, мыслительного процесса и способности к восприятию на уровне органов чувств.

### Избегание
Этот симптом является распространённой посттравматической реакцией. Индивид старается избежать всего, что может вызвать у него интенсивные негативные эмоции (например, страх, печаль или стыд). Избегание может относиться:
- к внешним стимулам — например, избегание посещения определённых мест или встреч с определёнными людьми. Избегание внешних стимулов может привести к проблемам в социальном функционировании индивида или обеднить его повседневную жизнь;
- к внутренним стимулам — страх появления у себя определённых воспоминаний, мыслей и чувств. Иногда для такого избегания индивид может использовать психоактивные вещества. Избегание негативных эмоций приводит к потере способности полноценно воспринимать окружающую реальность, нарушает эмоциональный контакт с людьми, а также приводит к неспособности испытывать положительные эмоции. Иногда избегание своих ощущений, мыслей и эмоций приводит к самоотстранению и, как следствие, к возникновению диссоциативных симптомов. К тому же эмоции необходимы для нормального функционирования психики, и их полное вытеснение невозможно. Чем больше индивид стремится подавить свои эмоциональные реакции, тем более высоким становится риск их интенсивного неконтролируемого проявления в стрессовых ситуациях.

Всё это приводит к тому, что, хотя избегание позволяет в краткосрочной перспективе снизить внутренний дискомфорт, в долгосрочной перспективе оно усиливает проблемы, связанные с посттравматическим расстройством. К тому же следствием избегания является то, что индивид становится все более чувствительным к стрессорам и в результате ему приходится избегать всё большего количества триггеров. В итоге избегание может стать основной активностью индивида. Кроме того, для выработки стратегий избегания индивид вынужден постоянно обдумывать аспекты пережитой травмы.

### Раздражительность и гнев
Эти эмоции довольно характерны для ПТСР. Иногда индивид стыдится своего гнева как эмоции, недопустимой с точки зрения его моральных ценностей. Подавление гнева особенно часто имеет место в случаях, когда посттравматический гнев очень силён: индивиду кажется, что, если он даст свободу эмоциям, его гнев проявится в пугающей и деструктивной форме или что окружающие осудят или отвергнут его. Сдерживание гнева может привести к различного рода болевым симптомам и психосоматическим заболеваниям. Кроме того, индивид начинает избегать всего, что может реактивировать в нём эмоцию гнева, и это утяжеляет вышеописанные симптомы избегания.
Напротив, некоторые пациенты воспринимают гнев как эмоциональную реакцию, более приемлемую, чем страх, стыд, слёзы или признание собственной слабости и беспомощности. В таком случае они склонны становиться агрессивными в ситуациях, активирующих любую другую негативную эмоцию.

### Стыд и чувство вины

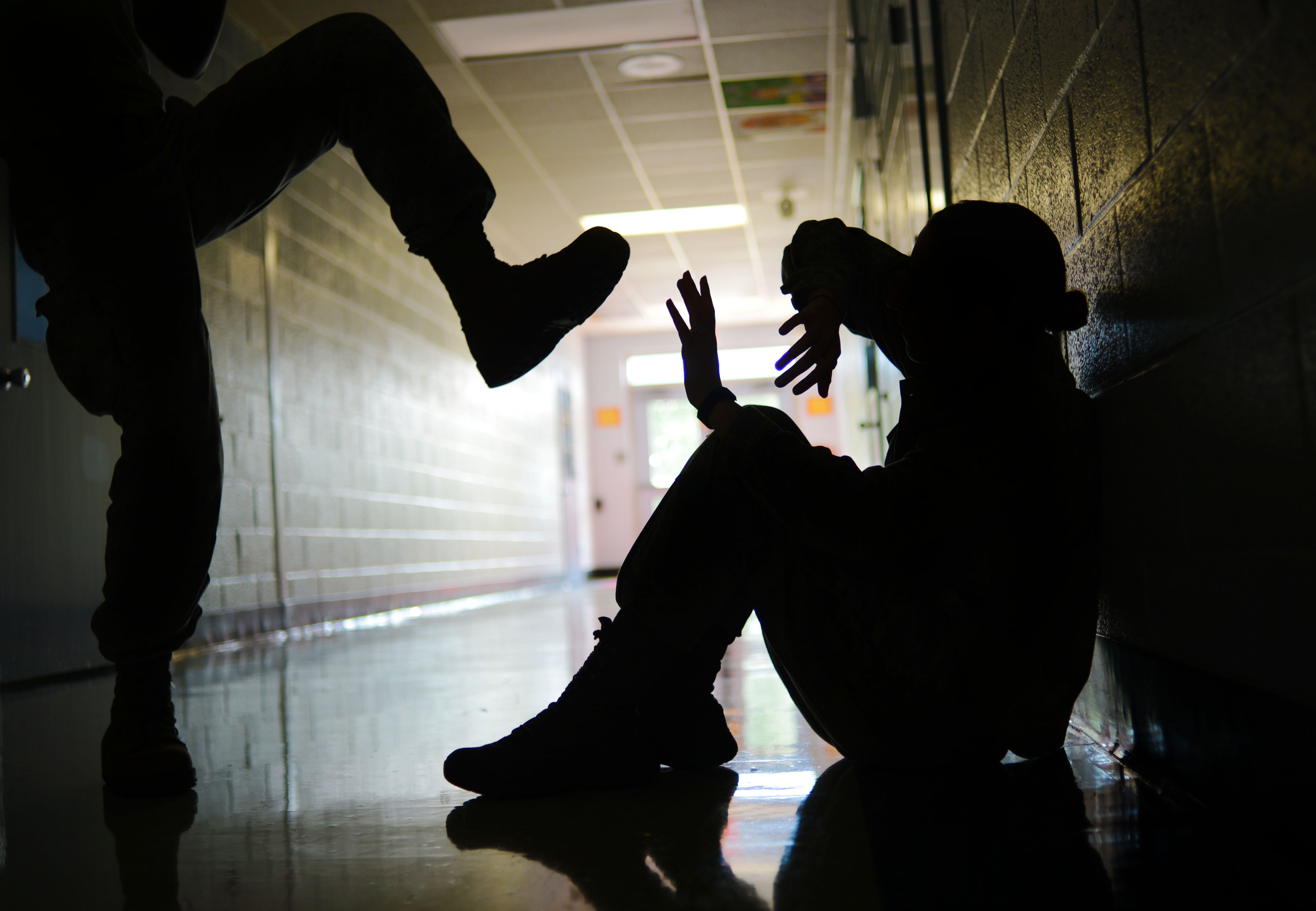
Унижение жертвы агрессором

Посттравматический стыд имеет мало общего с нормальным стыдом — эмоцией, помогающей человеку придерживаться моральных норм и принятых в обществе правил. При ПТСР стыд не имеет никакой полезной социальной функции. Этот стыд не позволяет индивиду ощутить сострадание по отношению к самому себе и иногда даже создаёт у него ощущение, что он больше не является полноправным членом человеческого сообщества. Иногда стыд может быть формой психологической защиты против чувства беспомощности: обвиняя себя, а не реального виновника случившегося, индивид поддерживает иллюзию того, что он имел потенциальную возможность контролировать события. Убеждение индивида, что он сам виноват в несчастьях, которые с ним произошли, также помогает ему сохранить веру в то, что мир справедлив и что все, происходящее в мире, разумно. Кроме того, это позволяет ему не испытывать агрессивных чувств против реального виновника.
Интенсивный посттравматический стыд чаще возникает в случае повторяющихся психологических травм, особенно в детском возрасте. Но даже единичное травмирующее событие может по разным причинам вызвать ощущение стыда:
- жертва может ощущать себя виноватой в том, что с ней случилось (например, из-за своей неосторожности);
- иногда жертва насилия ощущает себя «загрязнённой» тем, что с ней произошло;
- в социальном окружении жертвы могут существовать предрассудки, ведущие к осуждению или стигматизации жертвы (например, жертвы сексуального насилия);
- чувство стыда и вины может быть вызвано неспособностью человека справиться с психологическими последствиями травмы в практической жизни (например, неспособностью водить автомобиль после ДТП), а также с посттравматическими эмоциями (тревожность, гнев и т. д.);
- стыд может быть связан с убеждением человека, что в момент травматического события он вёл себя не так, как следовало бы (например, под влиянием страха);
- в некоторых случаях возможна интернализация презрительных высказываний агрессора в адрес жертвы в момент травмы. В этом случае в дальнейшем интонация голоса и слова агрессора могут стать частью внутреннего диалога жертвы и иногда даже травматическим репереживанием, которое проигрывается в сознании при воспоминании о травме или в ситуациях, которые чем-то напоминают травму.

Стыд относится к угрозе социального типа, он связан с со страхом отвержения своей группой принадлежности. Страх этого типа может быть очень сильным, он является инстинктивным и возник в процессе эволюции — ещё в недавнем прошлом отвержение группой означало гибель для человека, а потеря статуса или симпатии членов группы уменьшала возможность получить помощь от группы.
Чувство стыда вызывает ощущение постоянного страха и неспособности почувствовать себя в безопасности даже после завершения травматического эпизода. Человек также ощущает себя неспособным справиться с подобной ситуацией или её последствиями, если ситуация этого типа вновь возникнет в будущем. Всё это поддерживает и усиливает прочие посттравматические симптомы. В результате стыд становится причиной разнообразных типов защитного поведения.
Существуют 2 формы стыда:
- внутренний стыд, связанный с чувством вины или низкой самооценкой;
- стыд индивида по поводу того, что другие люди думают о нём или что они могут подумать о нём, если узнают какие-либо негативные факты о его поведении.

При посттравматическом состоянии у человека могут длительное время сосуществовать обе вышеуказанные формы стыда.
В случае внутреннего стыда возможны следующие реакции:
- аддикция;
- аутоагрессия (причинение себе вреда или нанесение себе физических повреждений) с целью самонаказания;
- стыд за себя не позволяет человеку ощутить позитивные эмоции или сочувствие по отношению к самому себе. Также индивид считает, что он не заслуживает хорошего отношения со стороны других и не имеет права хорошо относиться к самому себе, поэтому он не позволяет себе обращаться за помощью или самому делать то, что могло бы улучшить его состояние.

В случае стыда по поводу мнений других людей преобладает страх услышать критические замечания в свой адрес. Возможны также опасения, что в случае близкого общения окружающие догадаются о том, что случилось с человеком, или о его неспособности справиться с посттравматическими симптомами. По этой причине часто возникает:
- агрессивное поведение — с целью держать окружающих на дальней дистанции и не позволить им высказывать критические замечания;
- не-ассертивное поведение, применяемое для того, чтобы избежать критики или отвержения другими людьми. В частности, человек соглашается со всем, что ему говорят, и делает то, что от него требуют, даже если он не считает эти требования справедливыми;
- избегание контактов с людьми, социальная изоляция. Избегание может также относиться к людям, которые своим присутствием напоминают о событии, вызвавшем стыд. Кроме того, индивид может избегать людей, способных задать ему вопросы, на которые ему было бы стыдно ответить.

Все эти типы защитного поведения, являясь неадаптивными, вызывают ещё больший стыд за себя, что в свою очередь усиливает склонность к защитному поведению.

### Эмоциональное оскудение
При ПТСР может проявляться снижение способности испытывать положительные эмоции и такие чувства, как любовь. Таких людей описывают как холодных, бесчувственных, не заботливых. Это может привести к распаду брака и к неустроенности в личной жизни.

### Соматические симптомы
По данным исследований, у пациентов с ПТСР наблюдаются:
| Симптом | частота |
| --- | ------- |
| головные боли и чувство слабости в различных частях тела | 75 %    |
| тошнота, хронические болевые ощущения в области сердца, в спине, головокружение, чувство тяжести в конечностях онемение в различных частях тела, «ком в горле» | 56 %    |
| затруднение дыхания | 40 %    |

### Прочие симптомы
- Эмоциональная нестабильность.
- Трудности с принятием решений.
- Перфекционизм, вызванный желанием всегда сохранять контроль над ситуацией.
- Негативные изменения характера с проявлением таких черт, как цинизм, эгоизм, нетерпимость, появление предрассудков, утрата сострадательности.
- Принятие роли парии.
- Стокгольмский синдром (привязанность к агрессору).
- У верующих — потеря веры или участие в деструктивных религиозных течениях.
- Участие в коллективном насилии.
- Неспособность чувствовать себя счастливым.
- Речевые расстройства.
- Проблемы со здоровьем, такие как, например, повышенное артериальное давление;
- Симптомы существующих заболеваний могут стать более тяжёлыми.
- Физическая слабость и быстрая утомляемость.
- Потеря сексуального влечения[91].

## Симптомы ПТСР у детей и подростков
У детей и подростков чаще, чем у взрослых, ПТСР вызывает психосоматические расстройства, диссоциацию, агрессию и аутоагрессию, расстройства пищевого поведения. Также может наблюдаться регрессивное поведение (возврат к поведению, характерному для более раннего возраста) и трудности в обучении. Травма может наложить отпечаток на дальнейшее развитие ребёнка и даже на формирование определённых черт характера, с риском возникновения расстройства личности. Чем младше ребёнок и чем менее был сформирован его характер до травмы, тем выше этот риск. Специфическим для детей симптомом ПТСР является отыгрывание травмы в повторяющихся играх или рисунках, уход в воображаемый мир, интенсивная привязанность к переходным объектам. Некоторые дети под влиянием травмы быстрее взрослеют, что проявляется в большей самостоятельности или в более быстром интеллектуальном развитии. Предполагается, что у людей, переживших сексуальное насилие, расстройства пищевого поведения (анорексия и булимия) могут быть защитной формой, поскольку человек боится быть сексуально привлекательным.

## Преодолевающее поведение
Человек, страдающий ПТСР, постепенно начинает использовать различные сознательные и подсознательные стратегии совладания (копинговые стратегии) для уменьшения интенсивности посттравматических симптомов. Из всех этих стратегий лишь поведение, направленное на решение проблемы, является адаптативным. Все остальные ниже перечисленные стратегии только ухудшают ситуацию больного и приводят к появлению новых симптомов:
- Регрессия — возврат к детским формам поведения с перекладыванием ответственности на других людей. Некоторые разновидности алкоголизма и наркозависимостей относятся к этому типу реакции на трудности.
- Пассивность, основанная на убеждении, что любые попытки решить проблему бесполезны. Этот тип реакции характерен для людей депрессивного или тревожно-мнительного типа.
- Аффективные реакции — чаще всего это вспышки гнева, иногда с проявлениями агрессии[97].
- Попытки контролировать симптомы ПТСР. В основе этой стратегии лежит убеждение пациента, что, если он допустит в сознание мысли и эмоции по поводу травмы, он может, например, сойти с ума, стать агрессивным или заболеть физически. В качестве примера такой стратегии можно привести отрицание проблемы или избегание с попытками не думать обо всём, что связано с травмой. Но результат оказывается парадоксальным: нежелательные воспоминания о событии начинают возникать гораздо чаще. Иногда пациент старается отвлечься от мыслей о травме, постоянно занимаясь чем-либо. Однако такие стратегии не позволяют пациенту детально восстановить и осмыслить травматическое событие, а затем связать его с остальными автобиографическими воспоминаниями. Они также мешают пациенту осознать ошибочность своих страхов (например, уверенности: «Если я буду думать о случившемся, то я сойду с ума»). К тому же попытки держать под контролем свои эмоции приводят к состоянию эмоционального онемения: пациент теряет способность испытывать положительные эмоции.
- Поведение, тесно связанное с убеждением, что травмирующее событие снова произойдёт, если не принять меры по обеспечению безопасности. Например, пострадавшие от нападения в собственном доме могут спать с ножом под подушкой, чтобы свести к минимуму риск быть убитым. Раздумывая о том, что необходимо предпринять, чтобы снова не подвергнуться опасности, пациент постоянно размышляет о всех деталях травматического события. Все это может в крайнем варианте принять форму навязчивости.
- Постоянные размышления о восстановлении справедливости и мести. Эта стратегия поддерживает постоянный негативный эмоциональный фон и фиксацию на самых негативных аспектах травмирующего события. К тому же она подтверждает пессимистическую глобальную оценку последствий травмы («случившееся разрушило мою жизнь навсегда»).
- Приём алкоголя и медикаментов для снятия депрессивно-тревожных симптомов. Эта стратегия может подкрепить убеждение пациента, что, если он перестанет контролировать своё эмоциональное состояние подобными способами, это может привести его к нервному срыву.
- Избегание многих прежде любимых видов деятельности или общения с друзьями, чтобы избежать стресса, непонимания или осуждения. Эта стратегия не позволяет произойти желательным изменениям в пессимистических убеждениях, таких как «люди осудят меня, если узнают, что со мной произошло, или сочтут меня слабым потому, что я не могу справиться с моими эмоциями» или «если я подвергнусь стрессу, у меня может случиться сердечный приступ»[98].

## Типы ПТСР
- Тревожный тип ПТСР характеризуется симптомами тревоги, раздражительностью, внутренней напряжённостью, навязчивыми тревожными мыслями по поводу травмирующей ситуации и своего состояния, расстройствами сна (трудности при засыпании). Пациент часто боится кошмаров на тему травмы и по этой причине намеренно отодвигает наступление сна. В вечерне-ночное время могут возникать ощущения нехватки воздуха, сердцебиение, потливость, озноб или приливы жара. Такие больные стремятся к общению и какой-либо целенаправленной деятельности, поскольку получают облегчение от активности.
- Астенический тип ПТСР характеризуется пассивностью, безразличием к ранее интересовавшим событиям в жизни, равнодушием к окружающим людям и к профессиональной деятельности. Характерно переживание утраты чувства удовольствия от жизни. В сознании доминируют мысли о собственной несостоятельности. В отличие от тревожного типа, в данных случаях воспоминания о травмирующем событии лишены яркости, детальности и эмоциональной окрашенности[99]. Может иметь место обидчивость и раздражительность[62]. Отмечается гиперсомния с невозможностью подняться с постели, мучительной сонливостью (иногда в течение всего дня).
- Дисфорический тип ПТСР характеризуется постоянным присутствием недовольства, раздражения (вплоть до вспышек ярости) на фоне угнетённо-мрачного настроения. В воображении доминируют образы наказания обидчиков и сцены агрессии с собственным участием в роли агрессора. Часто больные не способны контролировать себя и впоследствии сожалеют о своих агрессивных реакциях. Иногда это вынуждает их сводить к минимуму свои контакты с окружающими. Внешне больные выглядят мрачными, их поведение отличается отгороженностью, замкнутостью, малословностью. Обычно они не обращаются за помощью и попадают в поле зрения специалистов из-за поведенческих расстройств, на которые обращает внимание их окружение.
- Соматоформный тип ПТСР отличается обилием соматоформных расстройств, при этом неприятные ощущения локализуются главным образом в области сердца (54 %), желудочно-кишечного тракта (36 %) и головы (20 %), что сочетается с психовегетативными пароксизмами. Часто встречается избегающее поведение на фоне панических атак. Больного беспокоят в первую очередь неприятные телесные ощущения (часто с ипохондрической фиксацией). Появляется тревожное ожидание возникновения симптомов. Эта тревога может быть более сильной, чем страх по поводу пережитого травмирующего события[99].
- Истерический тип ПТСР проявляется в форме демонстративного поведения, стремления привлечь к себе внимание, повышенной внушаемости и самовнушаемости.
- Для депрессивного типа характерны пониженное настроение и пессимизм[62].
- Кроме вышеперечисленных типов, существуют варианты ПТСР, называемые «диссоциативный», «ипохондрический» и «смешанный»[99].

## Типы ПТСР по продолжительности
- Острое ПТСР[100] — длительность симптомов от одного до трёх месяцев.
- Хроническое ПТСР — длительность симптомов более трёх месяцев.
- Отсроченное ПТСР — может проявить себя через время, обычно от 3 до 6 месяцев. До появления характерных симптомов пациент чувствует себя нормально и может даже не подозревать, что расстройство уже развивается.

## Коморбидные расстройства
В большинстве случаев (кроме легко выраженной формы ПТСР) на том или ином этапе появляются другие психические расстройства (называемые коморбидными):
- Депрессия наблюдается приблизительно у 50 % пациентов с ПТСР.
- Тревожное расстройство с паническими атаками. Обычно при ПТСР панические атаки возникают под воздействием травматических триггеров, но у части пациентов тревожность может стать генерализованной, и в этом случае панические атаки могут иметь место в ситуациях, никак не связанных с пережитой травмой. Однако тревожность при типичном генерализованном тревожном расстройстве, в отличие от ПТСР, не связана с травматическим фактором[101].
- Аддикции (например, злоупотребление психоактивными веществами[102]), которые связаны со стремлением пациента уменьшить интенсивность посттравматических симптомов.
- Суицидальное поведение.
- Психосоматические заболевания.
- Проблемы сексуального влечения. Снижение сексуального влечения особенно часто встречается у жертв сексуального насилия. Но в некоторых случаях, наоборот, интенсивная сексуальная активность становится для них своего рода зависимостью[103].
- Социофобия: часто пациенты с ПТСР начинают бояться конфликтных ситуаций, что заставляет их избегать общения с людьми. К тому же жертвы умышленно причинённых травм зачастую становятся недоверчивыми по отношению к окружающим людям.
- Асоциальность: симптомы ПТСР (социофобия, раздражительность, вспышки гнева, быстрая утомляемость и потеря интереса к общению и разного рода деятельности) могут привести к разрыву в отношениях с родными и друзьями, к распаду семьи, к неспособности завести семью и друзей. Также возникают проблемы в профессиональной сфере. Это приводит к социальной изоляции и маргинализации, которые в свою очередь усугубляют симптомы ПТСР.
- Агрессивность и антисоциальное поведение: у некоторых жертв насилия может происходить отыгрывание травмы в роли агрессора, что может привести к совершению противоправных поступков. Исследования показывают, что многие преступники в детстве были жертвами физического или сексуального насилия[11].
- К другим расстройствам, связанным с ПТСР, но встречающимся несколько реже, относятся фобии, расстройства личности (особенно по шизоидному типу) и соматоформные расстройства.

Особенностью ПТСР является высокая степень коморбидности. Это было одной из причин того, что долгое время ПТСР не рассматривалось как отдельная нозологическая единица, поскольку многие из его симптомов похожи на клиническую картину других расстройств.
Статистика коморбидных расстройств при ПТСР.
| Коморбидность                           | Мужчины | Женщины |
| --------------------------------------- | ------- | ------- |
| Ни одного коморбидного расстройства     | 12 %    | 21 %    |
| Одно коморбидное расстройство           | 15 %    | 17 %    |
| Два коморбидных расстройства            | 14 %    | 18 %    |
| Большое депрессивное расстройство       | 48 %    | 49 %    |
| Дистимия                                | 21 %    | 23 %    |
| Алкоголизм                              | 52 %    | 28 %    |
| Токсикомания                            | 35 %    | 27 %    |
| Генерализованное тревожное расстройство | 17 %    | 15 %    |
| Паническое расстройство                 | 7 %     | 13 %    |
| Социофобия                              | 28 %    | 28 %    |
| Фобия                                   | 31 %    | 29 %    |

Согласно DSM-5-TR (2022), люди с ПТСР чаще, чем люди без ПТСР, подпадают под критерии, соответствующие по крайней мере одному другому психическому расстройству, например биполярному, депрессивному, тревожному или расстройству, связанному со злоупотреблением психоактивных веществ. Помимо прочего, американское исследование ПТСР показало, что женщины более склонны к данному типу стрессового расстройства после лёгких черепно-мозговых трав.

## Триггер
Чаще всего триггер является частью травмирующего переживания: плач ребёнка, шум машины, летающие низко над землёй объекты, нахождение на высоте, изображение, текст, телепередача и т. д. Для жертв насилия (психологического, сексуального, физического) триггером может стать прикосновение, слово, даже приглашение на свидание или любое напоминание до акта насилия или за период насильственных действий.
Ниже перечислены наиболее распространённые триггеры:
- определённый контекст ситуации — например, людные улицы, восход или закат солнца, определённая одежда;
- движение — например, кто-то бежит в направлении индивида;
- фильмы;
- звуки, особенно неожиданные;
- запахи;
- чтение или обсуждение чего-либо, напоминающего травму;
- прикосновения или определённые тактильные ощущения;
- ситуации — например, пересечение открытых пространств, ощущение своей уязвимости или отсутствие контроля[106];
- определённое время суток[107];
- определённое время года или дата[108];
- объекты[109];
- детали обстановки, например свет, падающий под определённым углом[110];
- определённые места[107] — место, где произошло событие, либо все похожие на него места[109];
- люди[109], которые присутствовали в момент травмы, или те, кто похож на них в каком-либо отношении[107];
- конфликтные ситуации[107];
- запахи[109] или вкусовые ощущения[110] (например, вкус еды, которую человек ел во время или незадолго до травмирующего события);
- физическая боль[110].

Триггеры могут провоцировать появление посттравматических симптомов, таких как репереживания, навязчивые мысли и ночные кошмары. Иногда триггер имеет лишь отдалённую связь с травмирующим событием. В случае прогрессирования ПТСР посттравматические симптомы могут быть активированы даже нейтральным стимулом..

## Диагностика ПТСР
Диагноз ПТСР устанавливается в соответствии с вышеуказанными критериями руководства DSM-5.
Специальные опросники и тесты могут быть полезны для уточнения диагноза и оценки интенсивности симптомов ПТСР. Что касается возможного симулирования, то, по данным исследований, удовлетворительные результаты даёт Миннесотский многоаспектный личностный опросник (MMPI), включающий «шкалу лжи» и «шкалу коррекции» (выявление аггравации и симуляции симптомов). Необходимо также обратить внимание на следующие возможные признаки симулирования:
- жалобы на все возможные проблемы, которые могут быть связаны с ПТСР;
- упоминание большого количества репереживаний при отсутствии симптомов избегания[115].

Существует программа, распознающая ПТСР по характеристикам голоса пациента, в частности по менее внятной речи и по «безжизненному» металлическому тембру. Предполагается, что ПТСР вызывает негативные изменения в зонах мозга, отвечающих за эмоции и за мышечный тонус, что воздействует на тональность голоса.
При дифференциальной диагностике ПТСР принимают во внимание критерии, отличающие ПТСР от расстройств, имеющих сходные симптомы:
- депрессия;
- фобия;
- расстройство приспособительных реакций;
- расстройство личности;
- диссоциативное расстройство;
- психоз[117] (иногда такие пациенты получают диагноз шизофрении[118]);
- тревожное расстройство;
- паническое расстройство;
- социальная фобия;
- обсессивно-компульсивное расстройство[119].

В отличие от этих расстройств, ПТСР имеет следующие важные признаки:
- Для ПТСР характерны такие типичные симптомы, как репереживания и кошмары.
- Причиной ПТСР является событие, которое представляло угрозу для жизни или безопасности самого индивида или другого человека. Депрессивное, тревожное и паническое расстройство обычно вызваны стрессорами значительно меньшей интенсивности (такими, как, например, проблемы в профессиональной и семейной сфере). Психотическое расстройство не имеет своей причиной травматическое событие.
- При ПТСР могут наблюдаться депрессивные симптомы (эмоциональное оскудение, потеря интереса к жизни, желание плакать, потеря веса, суицидальные мысли), но они обычно менее интенсивны, чем при большом депрессивном расстройстве.
- При паническом расстройстве индивид избегает ситуаций, в которых могут проявиться панические симптомы. При ПТСР чаще избегаются ситуации, в которых может произойти событие, напоминающее травму. Например, при паническом расстройстве индивид может бояться ездить в метро, потому что в случае панической атаки он не сможет быстро выйти из вагона. При ПТСР индивид может бояться, например, встретить агрессора в вагоне метро.
- При тревожном расстройстве страхи касаются возможных житейских проблем в будущем (таких как, например, потеря работы, болезнь и т. д.). При ПТСР преобладает страх снова попасть в опасную ситуацию.
- При фобиях избегание ограничивается объектом фобии. При ПТСР избегание касается большего количества разнообразных ситуаций. При этом, в отличие от фобии, имеет место гиперактивация симпатической нервной системы.
- При социальной фобии индивид избегает общения с людьми из опасения стать объектом осуждения или насмешек. При ПТСР избегание общения связано со страхом вновь стать жертвой агрессии.
- В отличие от ПТСР, при обсессивно-компульсивном расстройстве в навязчивых мыслях нет связи с пережитым травматизмом, они обычно касаются воображаемых катастроф, которые могут случиться в будущем. Кроме того, они воспринимаются индивидом как иррациональные, не имеющие смысла и чуждые личности; иногда они имеют аморальное или непристойное содержание. Все это не характерно для ПТСР[119].
- Тяжёлые формы ПТСР (особенно возникшие у жертв насилия в детском возрасте) могут напоминать шизофрению, однако при ПТСР мысли и особенности поведения пациентов в большей степени, чем при шизофрении, касаются тем насилия и секса. Для установления правильного диагноза необходимо подробно расспросить пациента об событиях его жизни[118].

## Симулирование симптомов ПТСР
Диагностику ПТСР затрудняет возможное симулирование симптомов. Причинами для симуляции может быть, например, желание:
- получить финансовую компенсацию или различные льготы[120],
- избежать ответственности, например уголовной[121],
- получить признание и восхищение окружающих (особенно в случае, если симулируется психологическая травма, полученная в бою)[122].

По данным исследований, удовлетворительные результаты для выявления симулирования даёт Миннесотский многоаспектный личностный опросник (MMPI), включающий «шкалу лжи» и «шкалу коррекции» (выявление аггравации и симуляции симптомов).

## Классификация ПТСР по степени тяжести
По степени тяжести можно выделить следующие типы ПТСР:
1. ПТСР без осложнений. При этом типе ПТСР хорошие результаты даёт психофармакотерапия, нацеленная на симптомы ПТСР, и многие виды краткосрочной психотерапии с фокусом на травме[123]. При самой лёгкой форме ПТСР сохраняется способность к хорошему функционированию в профессиональной сфере и в области межличностных отношений[118].
2. ПТСР, сопровождаемое коморбидными расстройствами преходящего характера (аддикции, тревожное расстройство, депрессия). Этот тип ПТСР встречается чаще, чем предыдущий вариант. В некоторых случаях коморбидные расстройства становятся более важной проблемой пациента, чем ПТСР. Терапия ПТСР должна быть одновременно направлена на лечение коморбидного расстройства.
3. «Посттравматическое личностное расстройство» (например, пограничное расстройство личности, соматоформное расстройство и диссоциативное расстройство), которое часто возникает в результате пролонгированных психологических травм в детстве (например, сексуального насилия). Этот тип ПТСР часто сопровождается проблемами в поведении (импульсивность, гнев, доходящий до бешенства, агрессия и аутоагрессия, проблемы сексуального поведения, расстройства пищевого поведения), эмоциональной неустойчивостью, эмоциональным оскудением, депрессией, паническими расстройствами, когнитивными проблемами (например, амнезией или фрагментацией воспоминаний). Часто наблюдается диссоциация. Этот тип ПТСР требует длительной терапии, включающей развитие навыков общения и контроля эмоций (особенно в области семейных отношений), лечение аддикций, развитие навыков, необходимых для трудоустройства. В ходе терапии необходимо создать у пациента чувство безопасности прежде, чем терапевт сможет перейти к работе над травмой[123].
4. В самых тяжёлых случаях пациент совершенно неспособен нормально функционировать; его состояние выглядит как хроническое психическое заболевание. Иногда такие пациенты получают диагноз шизофрении[118].

## Терапия
Для лечения ПТСР должен использоваться содружественный подход с применением разнообразных методов коррекции и поддержки. Важно соблюдение следующих принципов:
1. Медицинские препараты должны назначаться строго по показаниям и на как можно более короткий срок.
2. Психотерапия должна начинаться как можно быстрее после возникновения психологической травмы.
3. Также необходима социальная поддержка пациента[124].
4. Лекарственная терапия при ПТСР всегда должна сочетаться с психотерапией[125].

### Психотерапия
Всемирная организация здравоохранения рекомендует в первую очередь применять следующие методы терапии ПТСР:
- индивидуальная или групповая когнитивно-поведенческая терапия с фокусом на травме (CBT-T);
- десенсибилизация и переработка движением глаз;
- обучение методикам снижения стресса (например, дыхательные техники, прогрессивная мышечная релаксация);
- помощь в поиске позитивных стратегий копинга и социальной поддержки[126].

Исследования показывают, что психотерапия, в особенности когнитивно-поведенческая терапия, может быть эффективна при лечении ПТСР. Для многих методов терапии на данный момент не существует доказательств эффективности, но это не означает, что они не работают; отсутствие доказательств может быть следствием того, что они не были подвергнуты строгой научной проверке.
В большинстве случаев основной задачей терапии является устранение симптомов ПТСР. Однако иногда в первую очередь обращают внимание на симптомы и поведение, связанные с коморбидными расстройствами (например, аддикциями или суицидальными проблемами). Иногда необходимо работать над стрессом, связанным с проблемами настоящего момента, которые могут вызвать дальнейшее ухудшение состояния пациента или не дают возможности начать терапию. В некоторых случаях в терапевтический процесс должны быть включены члены семьи и другие значимые для пациента люди, если проблемы взаимоотношения с ними неблагоприятно воздействуют на проявление симптомов ПТСР.
Выбор типа терапии лечения должен осуществляться с учётом потребностей пациента, а также его возможностей и предпочтений. Кроме того, необходимо принять во внимание потенциальные трудности и побочные эффекты лечения.
При ПТСР часто применяется сочетание разных терапевтических методов. Это связано со сложностью феномена ПТСР как расстройства, проявляющегося одновременно на психологическом, биологическом и социальном уровнях. Психотерапия ПТСР может продолжаться от нескольких месяцев до нескольких лет.

### Фармакотерапия
При ПТСР был наиболее хорошо изучен эффект антидепрессантов группы СИОЗС, которые уменьшают тревожность и облегчают для пациента начало процесса психотерапии. При ПТСР целью использования антидепрессантов является уменьшение не только депрессии, но и обсессивно-компульсивной симптоматики, навязчивых представлений и тревожно-фобических переживаний, вспышек гнева и влечения к алкоголю. К преимуществам антидепрессантов относится низкий риск злоупотребления этими препаратами и формирования зависимости, что имеет большое значение при ПТСР. Кроме того, антидепрессанты группы СИОЗС не могут быть использованы для суицида путем приёма больших доз. Они назначаются на срок не менее 12 недель и часто используются при хроническом ПТСР в течение 12—24 месяцев. Отмена препарата должна быть постепенной (в течение 3 месяцев), чтобы избежать возврата симптомов.
Если при лечении антидепрессантами группы СИОЗС сохраняются некоторые симптомы ПТСР, то могут оказаться эффективными следующие препараты:
| Остаточные симптомы                                  | Медикаменты первого выбора                                        | Медикаменты второго выбора                     |
| ---------------------------------------------------- | ----------------------------------------------------------------- | ---------------------------------------------- |
| Психопатологические репереживания, сверхбдительность | рисперидон, вальпроевая кислота, топирамат, ламотриджин, фенитоин | кветиапин, оланзапин, габапентин, карбамазепин |
| Симптомы депрессии                                   | препараты лития, миртазапин, кломипрамин, клонидин                | оланзапин                                      |
| Бессонница                                           | тразодон, габапентин, кветиапин, празозин                         | ципрогептадин, бензодиазепины                  |
| Кошмары                                              | вальпроевая кислота, габапентин, празозин, оланзапин, топирамат   |                                                |
| Раздражительность, агрессивность                     | вальпроевая кислота, рисперидон, топирамат, фенитоин, оланзапин   | габапентин, карбамазепин                       |

При этом транквилизаторы уменьшают тревожность, антиконвульсанты и нормотимики снижают нервное возбуждение и паническую тревожность (они могут назначаться, если медикаменты другого типа оказались неэффективными), а антипсихотические препараты помогают уменьшить нервное возбуждение и чувство гнева. Однако ни один из перечисленных медикаментов не излечивает ПТСР, лекарства лишь помогают временно контролировать симптомы.
Есть некоторые предварительные указания на то, что для пациентов, которым не помогли другие типы лечения, может быть эффективной психотерапия в сочетании с использованием MDMA, однако необходимы дополнительные исследования этого вопроса. Данное вещество усиливает состояние осознанности и ясности восприятия, а также уменьшает тревожность, позволяя пациенту активировать травматическое воспоминание без чрезмерной нервно-физиологической активации организма и без переживания мучительных эмоций. Однако MDMA является сильным психоактивным веществом и может иметь опасные побочные эффекты, если оно используется вне терапевтического контекста. Также надо иметь в виду, что MDMA, применяющийся при данном типе терапии, не является аналогом наркотика экстази — это чистая форма вещества, произведённая в условиях строгого контроля.
Пропранолол ингибирует действие норадреналина (нейромедиатора, ответственного за консолидацию воспоминаний в долговременной памяти). В одном из исследований было установлено, что его приём немедленно после травмирующего события уменьшает тяжесть симптомов ПТСР и может воспрепятствовать возникновению этого расстройства. Кроме того, известно, что воспоминание подвергается повторной консолидации в долговременной памяти в течение нескольких часов после того, как индивид вызвал у себя это воспоминание. Приём пропранолола в этот момент может уменьшить негативное эмоциональное воздействие уже существующих воспоминаний.
Глюкокортикоиды могут быть полезны при назначении на короткий промежуток времени для профилактики нейродегенеративных процессов, которые могут возникнуть под воздействием стресса.
Всемирная организация здравоохранения рекомендует назначение антидепрессантов в случаях, когда методы психотерапии оказались неэффективными или по какой-то причине их невозможно применить. Антидепрессанты также могут назначаться пациентам, у которых ПТСР сопровождается депрессивными симптомами с интенсивностью на уровне от среднего до высокого. Не рекомендуют назначать антидепрессанты детям и подросткам, страдающим ПТСР. Бензодиазепины могут назначаться на короткий срок и в исключительных случаях (бензодиазепины часто прописываются без достаточной необходимости) при нарушениях сна, если проблемы со сном мешают нормальному функционированию в дневное время. Не рекомендуется назначать бензодиазепины детям и подросткам для лечения бессонницы. Не рекомендуется назначать бензодиазепины пациентам, страдающим от депрессии из-за потери близкого человека.

### Дополнительные рекомендации
Физическая активность, в том числе спорт (если не имеется медицинских противопоказаний), помогает пациенту отвлечься от негативных переживаний, восстановить самоуважение и чувство контроля. Практика боевых искусств (например, айкидо, джиу-джитсу, тхэквондо) и командные виды спорта с участием в соревнованиях помогают выразить гнев в приемлемой форме. Релаксационные асаны йоги, тайчи и цигун являются методами релаксации в движении. Аутогенная тренировка и прогрессивная мышечная релаксация могут быть полезны для коррекции мышечного напряжения, расстройств сна, повышенной возбудимости, раздражительности, тревожности. Активизационные упражнения аутогенной тренировки могут уменьшить избегание стимулов, связанных с травмой, улучшить концентрацию внимания, устранить чувство подавленности, безнадёжности, бесполезности, ощущение снижения энергии, отсутствие интереса к чему-либо, отсутствие мотивации.

## Нейробиологические и гормональные механизмы ПТСР
При ПТСР могут измениться:
- активность различных зон мозга;
- размер некоторых структур мозга;
- взаимодействие между структурами мозга[англ.];
- ритмы головного мозга;
- концентрация нейромедиаторов[145].

При ПТСР основные нарушения касаются следующих структур мозга.
- миндалевидное тело ― его ролью является быстрое распознавание возможных опасностей и быстрая активация защитной реакции типа «бей или беги». При ПТСР эта зона постоянно сохраняет повышенную активность, что приводит к состоянию сверхбдительности и к интенсивной защитной реакции на стимулы, чем-либо напоминающие ситуацию пережитой в прошлом травмы[147];
- гиппокамп ― связан с механизмами запоминания и воспроизведения информации. При ПТСР его активность снижена, он даже может уменьшиться в размере. В результате могут возникнуть проблемы с памятью. В частности, воспоминания о травмирующей ситуации могут быть искажёнными. Кроме того, в гиппокампе сохраняются воспоминания об опасных ситуациях. При нарушениях в его работе безопасная ситуация может восприниматься, как угрожающая[148];
- островковая доля ― отвечает за восприятие ощущений собственного тела и собственных эмоций (интероцепция). При ПТСР островковая доля может быть гиперактивна (это приводит к чрезмерно сильному влиянию физических ощущений и эмоций на психологическое состояние индивида), недостаточно активна (это приводит к диссоциации, то есть потере контакта со своими телесными ощущениями и эмоциями) или гиперреактивна (в таком случае наблюдается чрезмерная эмоциональная реакция на внешние стимулы)[149];
- зоны префронтальной коры: вентромедиальная префронтальная кора[англ.] отвечает за самосознание и психологическую саморегуляцию, а дорсомедиальная префронтальная кора связана со способностью к принятию решений и концентрацией внимания, а также с социальным интеллектом и исполнительными функциями мозга. При ПТСР эти зоны недостаточно активны, что приводит к снижению вышеперечисленных способностей[150];
- поясная кора ― отвечает за саморегуляцию, она также позволяет индивиду выбрать правильную линию поведения в случае конфликта между противоречивыми потребностями или эмоционального конфликта[англ.]. При ПТСР эта зона недостаточно активна, что приводит к трудностям в самоконтроле и принятии решений; индивид также часто страдает от состояния внутреннего конфликта[151].

Нарушается также взаимодействие между вышеуказанными структурами мозга:
- снижается воздействие сознательных зон мозга (префронтальной коры и поясной коры) на миндалевидное тело. Это затрудняет контроль над негативными эмоциями и реакциями типа «бей или беги» (возникновение которых связано с миндалевидным телом);
- усиливается взаимодействие между миндалевидным телом и островковой долей. В результате островковая доля (ответственная за восприятие эмоций и телесных ощущений) интенсивно реагирует на неприятные ощущения и эмоции, вызванные миндалевидным телом. Эти ощущения и эмоции воспринимаются, как опасные или невыносимые, что усиливает чувство страха и внутреннего дискомфорта[152].

### Процесс формирования симптомов ПТСР
Известно, что животное, пережив травмирующую ситуацию, может, как только оно окажется в безопасности, начать дрожать всем телом или производить движения самозащиты или бегства, если оно не могло осуществить их в момент травмы. Это позволяет животному произвести сброс стрессовой активности нервной и эндокринной систем до уровня нормы. У человека обычно этот естественный процесс нарушается: люди запрещают себе полноценное проявление эмоций страха или ярости. По этой причине нервная система остаётся в состоянии повышенной активности, соответствующей реакции на опасность, а в крови продолжают циркулировать гормоны стресса. В результате организм продолжает пребывать в состоянии, возникшем в момент травмы, и человек по-прежнему ощущает себя в опасности, как если бы угроза со стороны внешнего мира всё ещё присутствовала. Это состояние приводит к сверхбдительности: человек фокусирует внимание на том, что вызывает страх. Он не обращает внимания на прочие стимулы, которые могли бы проинформировать его о том, что сейчас он находится в безопасности. Невозможность расслабиться в свою очередь поддерживает организм в состоянии стресса. Таким образом возникает порочный круг, и симптомы становятся хроническими. Постоянно повышенная активность эмоциональных центров мозга ингибирует работу сознательной части мозга — это затрудняет контроль над эмоциями и мешает человеку использовать логику для анализа ситуации. Не понимая причин внутреннего дискомфорта, человек считает других людей причиной этого дискомфорта (что приводит к раздражительности) или объясняет своё состояние недостатками своего характера (что приводит к потере самоуважения и чувству вины).
В таком состоянии человек неспособен адекватно действовать в последующих стрессовых ситуациях. Его нервная и гормональная системы остаются настроены на определённую защитную реакцию, и он бессознательно воспроизводит те защитные реакции, которые имели место в момент первичной травмы. Часто на уровне подсознания он воспринимает каждую новую ситуацию как схожую с первичной травмой. Его защитные реакции становятся негибкими и неадекватными в новых условиях, и по этой причине они обычно контрэффективны. В результате возникают новые психологические травмы, утяжеляющие клиническую картину ПТСР.
Клиническая картина ПТСР в значительной степени зависит от того, какой тип защитной реакции нервной системы имел место в момент травмы. Реакция, возникшая в момент опасности, может стать хронической. В соответствии с поливагальной теорией:
- В момент опасности первым активируется вентральный вагальный комплекс, отвечающий за социальное поведение: индивид пытается позвать на помощь. Если помощь будет оказана, ПТСР обычно не возникает.
- Если получение помощи невозможно, активируется симпатическая нервная система, включающая активные защитные реакции «бей или беги». Если хроническим становится этот тип реакции, в клинической картине ПТСР может преобладать либо гнев, либо сверхбдительность и паника. В обоих случаях имеет место постоянное нервное возбуждение. Индивид может также бессознательно искать возможность попасть в ситуацию, напоминающую травмирующее событие, для того чтобы получить возможность наконец сбросить избыток нервной активации, возникший в момент травмы. Однако в большинстве случаев этого сброса не происходит.
- Если индивид не может предпринять какое-либо действие для самозащиты, активируется дорсальный вагальный комплекс, вызывающий реакцию замирания[англ.]. Если хроническим становится этот тип реакции, в клинической картине ПТСР будут проявляться симптомы диссоциации, отстранённости, отсутствия энергии для действия[155]. У индивида наблюдается повышенная активность парасимпатической нервной системы, дезактивирующей симпатическую нервную систему. Это приводит к состоянию депрессии, утомляемости и сонливости, бездействию и избегающему поведению[156]. Индивид часто проявляет равнодушие к своей участи, неспособен защитить себя в случае опасности, у него снижена чувствительность к боли. При этом он может испытывать желание оказаться в ситуации экстремальной опасности, которая временно выводит его из состояния замирания и позволяет «почувствовать себя живым»[155]. Поиск повторяющихся травмирующих ситуаций может быть связан и с тем, что в момент травмы мозг выделяет эндорфины — вещества, уменьшающие чувство боли и страха и даже создающие чувство эйфории. Пережив подобный опыт, индивид может бессознательно вновь и вновь попадать в ситуацию, способствующую выработке эндорфинов. Однако новый травматизм увеличивает стрессовой уровень активации организма, и симптомы ПТСР усиливаются[157].

### Механизм формирования травматических воспоминаний
Механизм записи травматической информации в память значительно отличается от такового при обычных событиях. В этом случае происходят значительные нарушения в нормальной схеме обработки мозгом входящей информации.
Схема обработки мозгом любой входящей информации (обычной или связанной с опасностью) в целом выглядит следующим образом:
- Информация от органов чувств (образы, звуки, запахи, ощущение, вкус), поступающая в мозг, в первую очередь обрабатывается таламусом, который играет роль «привратника» — он направляет входящую информацию в нужную зону мозга.
- Миндалевидное тело является своего рода «таможенником», оно распознаёт, соответствует ли эта информация какой-либо опасности для индивида. Для того чтобы распознавать опасность, миндалевидное тело сохраняет воспоминания о пережитых прежде опасных ситуациях. Благодаря этому миндалевидное тело может сравнить новую информацию с прошлым опытом об опасностях. Если миндалевидное тело обнаруживает сходство с прежним негативным опытом, оно немедленно активирует защитные реакции организма (такие, как борьба, бегство, замирание, подчинение или диссоциация). При этом в организме запускаются гормональные механизмы стресса. Одновременно миндалевидное тело запоминает всё, что в этот момент связано с опасностью, а также защитную реакцию организма, которая имела место в момент события. Если реакция обеспечила выживание (даже ценой тяжёлого стресса для индивида), в дальнейшем она будет воспроизводиться в ситуациях, напоминающих травму. Таким образом, миндалевидное тело отвечает за образование защитных условных рефлексов на опасность.
- Миндалевидное тело также передаёт сигнал гиппокампу, который в этой схеме играет роль «администратора». Он записывает входящую информацию, сопровождая её «этикеткой» с обозначением места и времени, когда событие имело место. Гиппокамп сравнивает информацию, полученную от миндалевидного тела, с уже известной информацией о прошлых событиях. Если в результате сравнения выясняется, что новая ситуация не представляет опасности, гиппокамп снижает активность миндалевидного тела и дезактивирует защитную реакцию, которая была активирована миндалевидным телом. При этом гиппокамп сохраняет воспоминание о текущем событии в так называемой автобиографической памяти. В дальнейшем эти воспоминания будут восприниматься как имевшие место в прошлом и в силу этого активация воспоминаний не будут вызывать страха и защитных реакций в настоящем. Если же гиппокамп не может исключить опасность, он активирует зоны мозга, которые смогут участвовать в осуществлении защитной реакции. При этом нарушается процесс записи гиппокампом воспоминания в автобиографическую память
- Наконец, префронтальная кора отвечает за осознанное восприятие и осознанную реакцию на опасность. Она может более разумно оценить ситуацию, выбрать оптимальную реакцию на неё, а также сохранить воспоминание в более осознанной форме[158].

В травматической ситуации гиппокамп и кора лобных долей переполнены входящей информацией, которую необходимо обработать очень быстро для принятия решения. К тому же они не могут нормально функционировать из-за интенсивной стрессовой реакции. Часто в момент травмы работа коры головного мозга настолько дезорганизована, что индивид не может ясно мыслить. В результате воспоминание от травмирующей ситуации останется записанным в миндалевидном теле без указания, где и когда событие имело место (как было сказано выше, привязка воспоминания ко времени и месту является ролью гиппокампа), и без его осмысления (что в случае нормального воспоминания выполняется на уровне коры лобных долей мозга). В результате в дальнейшем реактивация травматического воспоминания будет восприниматься как что-то, происходящее «здесь и сейчас». Всё, что хотя бы отдалённо напоминает событие (триггер), будет автоматически (на уровне условного рефлекса) вызывать немедленную защитную реакцию всего организма без осмысления на уровне сознания происходящего и своей реакции на него.
Миндалевидное тело очень чувствительно к малейшим сигналам потенциальной опасности и имеет тенденцию к преувеличенно сильной реакции на них, поскольку такая реакция обеспечивает наилучшие шансы для выживания. Как следствие, если новая информация хотя бы отдалённо напоминает что-то, связанное с опасностью в прошлом, то новая информация будет играть роль триггера для активации защитных реакций, часто с репереживанием неприятных телесных ощущений, испытанных в прошлом в момент опасности. В силу этого информация, сохраняемая в миндалевидном теле, тесно связана с так называемой телесной памятью. В результате реакция миндалевидного тела на опасность будет автоматической, неосознанной и очень быстрой.
Исследования показали, что травматическое воспоминание связано с высоким уровнем адреналина в крови в момент травмы. Как уже было указано, по этой причине снижается активность гиппокампа и таламуса, которые в норме отвечают за интеграцию в памяти входящей информации. В результате травматические воспоминания организованы в памяти не так, как обычные воспоминания. В них недостаёт логики и структуры, они состоят из не связанных между собой фрагментов (звуки, ощущения, зрительные образы отдельных частей объектов). По данной причине пациенту трудно выразить словами то, что он пережил. Ему также сложно организовать в связный рассказ свои воспоминания о событии. При этом фрагментарные воспоминания о травмирующем событии будут более чёткими и ясными, чем обычные воспоминания. Кроме того, обычные воспоминания с течением времени теряют ясность, деформируются и наконец забываются, а травматические воспоминания остаются чёткими и неизменными даже через много лет после события. Однако если в момент травмы уровень адреналина в крови очень высок, то процесс запоминания нарушается, и в памяти не остаётся сознательных воспоминаний (см. Подавленная память) о том, что произошло. Кроме того, в норме событие записывается в автобиографическую память мозга в форме структурированной во времени последовательности эпизодов, причём эта последовательность имеет финал (момент, когда угроза исчезла). В случае травмы данный процесс нарушен, и травматическое воспоминание не воспринимается как событие, имевшее место в прошлом и к нынешнему времени уже завершившееся.
При попытке рассказать о травматическом воспоминании индивид неспособен сократить свой рассказ, выделив главное. К тому же пересказ обычного воспоминания обычно имеет коммуникативную цель, и индивид способен изменить своё повествование в зависимости от своей цели (например, получить помощь) и контекста общения. При пересказе травматических воспоминаний индивид не может модифицировать свой монолог в соответствии со своими потребностями и конкретной ситуацией.
В одном из исследований было показано, что при записи в память обычного или травматического воспоминания мозг использует разные типы киназ. В экспериментах на животных исследователи блокировали киназу, участвующую в записи в память травматического воспоминания, и у животного не возникло посттравматических симптомов.

### Реактивация травматических воспоминаний
Если в дальнейшем травматическое воспоминание пробуждается под воздействием триггера, то происходит активация лимбической системы мозга и мозгового ствола (тех частей мозга, которые связаны с эмоциональными реакциями на опасность). Это приводит к состоянию нервного возбуждения, мышечной активации и выделению гормонов стресса. При этом уменьшается активация лобных долей мозга, которые отвечают за самоконтроль. Также снижается активность зон мозга, которые отвечают за локализацию событий прошлого во времени и пространстве, и пациенту кажется, что травматическое событие происходит здесь и сейчас. Может повышаться активность подкорковых структур, отвечающих за подготовку к двигательной реакции, как если бы индивид неосознанно готовился произвести движение, которое он не смог выполнить или не смог завершить в момент травмы (например, непроизвольно напрягаются мышцы, отвечающие за самозащиту). Может возникнуть напряжение в горле, соответствующее желанию закричать или сказать что-то. Это приводит к тому, что у индивида наблюдаются неадекватные или чрезмерные защитные реакции на незначительные стрессоры повседневной жизни или на триггеры, связанные с травмой. В случае диссоциации у индивида могут сосуществовать «субличности» с взаимоисключающими двигательными защитными реакциями. В результате в один и тот же момент времени некоторые группы мышц могут активироваться для самозащиты, а другие — для бегства; одновременно с этим некоторые группы мышц могут стать спазмированными (реакция замирания), а другие мышцы теряют тонус и становятся вялыми (реакция подчинения агрессору).
Также снижается активность центра Брока, в норме позволяющего выразить свои эмоции в словесной форме. Одновременно при активации воспоминания повышается активность ядерной зоны зрительного анализатора (19-я зона цитоархитектонических полей Бродмана), которая в норме отвечает за восприятие образов, поступающих в мозг из внешнего мира в первый раз. В норме зрительная информация, поступающая в эту зону, очень быстро перенаправляется в другие зоны мозга, которые интерпретируют её и связывают её с контекстом события. В случае травмы эта зона остаётся активной, как если бы мозг снова видел травматическое событие во внешнем мире. Также снижается активность левого полушария мозга (см. Межполушарная асимметрия), отвечающего за логическое восприятие, и повышается активность правого полушария, связанного с эмоциональным восприятием. Наконец, для посттравматических воспоминаний характерно то, что если триггер активировал отдельный фрагмент воспоминания, то вслед за ним немедленно активируются все элементы воспоминания о травме.

### Различия между обычными и травматическими воспоминаниями
| Обычное воспоминание                                                 | Травматическое воспоминание |
| -------------------------------------------------------------------- | --- |
| человек может извлекать его из памяти по собственному желанию        | появляется независимо от желания человека, часто в форме репереживаний или ночных кошмаров |
| человек может не думать о событии, если ему этого не хочется         | невозможно усилием воли перестать думать о событии |
| воспоминание может изменяться благодаря поступлению новой информации | остаётся неизменным, даже если человек узнаёт новую информацию о травмирующем событии. Например, в момент события человек мог думать, что погибнет. В дальнейшем он понимает, что он жив и вне опасности, но при активации травматического воспоминания он снова чувствует сильный страх, как если бы ему грозила смерть. |

### Возникновение панических атак при ПТСР
Под влиянием триггера или при появлении репереживания организм реагирует так, как если бы человеку угрожала реальная опасность. Мышцы, в том числе мышцы живота, напрягаются, что препятствует глубокому дыханию. Дыхание становится частым и поверхностным, что приводит к состоянию гипервентиляции. Может появиться головокружение; в крови снижается концентрация CO2, это ещё больше усиливает напряжение в мышцах и может вызвать ощущение невозможности действовать. В ответ на состояние мобилизации организма гипоталамус отправляет «сигнал тревоги» нервной системе, что усиливает симптомы, приводит к чувству потери контроля над собой и, как следствие, к ещё большей тревожности. В этом случае абдоминальное дыхание может уменьшить тревожные симптомы.

### Функционирование мозга и нервной системы при ПТСР
Даже вне периодов реактивации травматических воспоминаний активность таламуса остаётся недостаточной. В норме таламус фильтрует входящую из внешнего мира информацию, отсеивая незначительные зрительные, звуковые и сенсорные стимулы. Это позволяет индивиду сконцентрировать внимание на том, что важно для него в данный момент. При ПТСР фильтрации входящей информации не происходит, что приводит к нарушению способности к концентрации внимания на текущей задаче. При этом мозг подвергается информационной перегрузке, поскольку таламус не отфильтровывает незначительные внешние стимулы. Чтобы справиться с состоянием сенсорной перегрузки, пациент может начать использовать психоактивные вещества. Также случается, что пациент волевым усилием создаёт состояние предельно суженной концентрации внимания на задаче, однако это приводит к потере способности воспринимать приятные стимулы из внешнего мира.
При ПТСР наблюдается повышенная активность миндалевидного тела правого полушария мозга. В мозгу существует 2 миндалевидных тела — в правом и в левом полушарии. Они участвуют в регуляции эмоций и формулировании условных рефлексов, в том числе рефлексов страха. Левое миндалевидное тело отвечает за более детальную обработку эмоциональных стимулов и в большей степени взаимодействует с процессом сознательного мышления, в то время как правое миндалевидное тело (более активное при ПТСР) участвует в быстрых автоматических эмоциональных реакциях. Однако активность миндалевидного тела может быть и пониженной по сравнению с нормой в ситуациях повторяющихся травм при невозможности обезопасить себя от агрессора. В таком случае пониженная активность этой зоны мозга соответствует стрессовым реакциям избегания конфликта, замирания или подчинения агрессору. Предполагается, что эта пониженная активность миндалевидного тела (отвечающего за чувство страха и реакции «бей или беги») может быть причиной формирования стокгольмского синдрома (тенденции некоторых жертв агрессии продолжать отношения с агрессором, как если бы они не осознавали опасности, связанной с этим).
При ПТСР отмечается нарушение активности вентромедиальной префронтальной коры головного мозга, участвующей в контроле эмоций, и передней поясной коры, которая в норме регулирует ответ миндалевидного тела на эмоционально окрашенные стимулы, в том числе на те из них, которые вызывают страх (в частности, она координирует взаимодействие мыслей и эмоций). В норме префронтальная кора отвечает за процессы мотивации для достижения целей. Активность этого типа даёт желание достичь цели, энергию, возбуждение и удовольствие при мысли о том, что цель может быть достигнута. Однако мозг устроен так, что необходимость избежать опасности имеет приоритет по отношению к достижению целей, не имеющих отношения к самозащите. При ПТСР организм постоянно находится в состоянии тревожной активации, как если бы индивиду угрожала опасность. По этой причине система мотивации в префронтальной коре дезактивируется и индивид не имеет ни энергии, ни желания для достижения целей. Префронтальная кора также ответственна за планирование, предвидение возможных последствий от действия и приведение плана в исполнение. Кроме того, она играет важную роль в распознавании эмоций (других людей и своих собственных), в чувстве эмпатии и сострадания по отношению к другим людям и в чувстве сострадания по отношению к самому себе. Наконец, в норме префронтальная кора может ослаблять негативные эмоции, которые были активированы миндалевидным телом. Эти функции префронтальной коры не могут проявиться в случае ПТСР.
Было обнаружено, что при ПТСР может изменяться реакция мозга в ответ на пристальный взгляд другого человека. У здорового индивида в этом случае активируются зоны коры больших полушарий мозга (дорсомедиальная префронтальная кора, височно-теменной узел и височный полюс), отвечающие за понимание контекста общения и облегчающие установление социального контакта, в то время как при ПТСР могут активироваться зоны мозгового ствола, связанные с защитными реакциями нападения, бегства или замирания от страха, что затрудняет нормальное социальное взаимодействие.
Также нарушается активность в следующих зонах мозга:
- задняя поясная кора, отвечающая за физическое ощущение нахождения в определённом месте в пространстве;
- островковая доля, передающая ощущения от внутренних органов в эмоциональные центры мозга;
- теменные доли, обрабатывающие и интегрирующие входящую в мозг сенсорную информацию.

Предполагается, что в момент травмы дезактивация этих зон является защитной реакцией, позволяющей в меньшей степени ощущать страх или боль. Но если такое состояние в дальнейшем сохраняется, это приводит к тому, что индивид не может правильно воспринимать информацию, поступающую из внешнего мира или от своего собственного тела. У него также слабо выражено ощущение своего «Я».
Имеет место уменьшение объёма гиппокампа, островкового тела и передней поясной коры.
Снижена концентрация
- гамма-аминомасляной кислоты (GABA), уменьшающей активность нервной системы и обладающей успокаивающим эффектом[180],
- серотонина — это может вызвать тревожность, постоянные негативные мысли о событии (см. Rumination), раздражительность, агрессивность и суицидальные мысли[181].

Повышена концентрация трийодтиронина, который может увеличивать чувствительность организма к катехоламинам и другим факторам стресса.
Имеет место повышенная чувствительность адреналиновых рецепторов в префронтальной коре мозга, что может привести к возникновению репереживаний и кошмаров. Параллельно с этим адреналин, в отличие от нормы, не участвует в процессе восприятия окружающего мира; по данной причине в момент репереживания пациент испытывает эмоции, не имеющие отношения к безопасной реальной ситуации в нынешний момент.
Уровень дофамина может быть как повышен, так и понижен, и это определяет тип клинической картины ПТСР:
- при слишком низком уровне дофамина преобладает ангедония, апатия, снижение способности к концентрации внимания, нарушения моторных функций;
- при слишком высоком уровне дофамина могут иметь место психотические симптомы и психомоторное возбуждение[181].

### Нейробиологические механизмы выздоровления
При ПТСР в процессе выздоровления мозг не возвращается к состоянию, которое предшествовало травме. В частности, не исчезают условные рефлексы на стимулы, связанные с возможной опасностью, которые были выработаны в момент травмы. При ПТСР в поддержании этих условных рефлексов участвует миндалевидное тело. Процесс выздоровления связан с тем, что префонтальная кора мозга становится способной контролировать реакции миндалевидного тела, и это способствует уменьшению страха и других негативных эмоций. Эксперименты на животных показали, что повреждение префронтальной коры (вентромедиальной префронтальной коры и орбитофронтальной коры) замедляет процесс выздоровления при ПТСР. У людей имеет место следующая закономерность: при алекситимии (трудности вербализации эмоций, которая является одной из функций префронтальной коры) процесс выздоровления может быть затруднён. При ПТСР также отмечается уменьшение количества нейронов в передней поясной коре. Лечение антидепрессантами увеличивает количество живых нейронов в этой зоне.

## Влияние ПТСР на гормональную систему и физическое здоровье
В целом при ПТСР организм пребывает в состоянии хронически повышенной стрессовой нагрузки (см. Allostatic load), что соответствует постоянно повышенной концентрации гормонов стресса (адреналин и кортизол) и часто приводит к высокому артериальному давлению, повышенному уровню холестерина и глюкозы в крови и может вызывать проблемы со сном. Увеличивается количество провоспалительных цитокинов, и уменьшается количество противовоспалительных цитокинов — пептидных информационных молекул, участвующих в работе иммунной системы. Таким образом, ПТСР может быть одним из факторов риска возникновения кардиологических заболеваний, диабета, артрита и т. д. По данным некоторых исследований, посттравматический стресс может иметь негативный эффект даже на уровне ДНК, приводя к укорочению теломеров — концевых участков хромосом, что также может привести к разнообразным заболеваниям.

## Факторы риска и резилентность
ПТСР может возникнуть у любого человека в любом возрасте. Однако у большинства людей после психотравмирующих событий ПТСР не развивается. Риск возникновения ПТСР зависит от многих факторов.

### Психологические факторы
Уязвимость психики индивида и особенности его реакции на травму зависят от факторов, имевших место в претравматическом периоде, таких как:
- уровень стресса, состояние усталости или нервного истощения, депрессия, тревожность, аддикции;
- предшествующие психологические травмы (особенно детские травмы), даже если в них нет сходства с нынешним травмирующим событием;
- завышенные требования человека к самому себе, усиливающие его тревожно-депрессивное состояние, например если после травмы он считает, что должен суметь справиться с негативными эмоциями и вернуться к нормальному функционированию, однако он не способен этого сделать;
- трудности в переживании и выражении собственных эмоций: в этом случае человеку труднее справиться с интенсивными эмоциональными симптомами ПТСР; также ему труднее обратиться за поддержкой или профессиональной помощью[50];
- такие личностные черты, как незрелость, астенический склад характера, гиперсенситивность (повышенная эмоциональная чувствительность), зависимость, склонность к чрезмерному контролю, направленному на подавление нежелательной эмоции, склонность к фиксации на травматическом опыте;
- проблемы воспитания в семье, вызывающие последующие нарушения адаптации[50];
- в силу научения на основе подражания ребёнок может усвоить и затем воспроизводить в своей жизни реакции на травмы, которые он наблюдал у своих родителей. В частности, он может воспроизводить их неадекватные реакции совладания[185];
- возрастной фактор: преодоление экстремальных ситуаций труднее даётся юным и пожилым людям;
- склонность к экстериоризации стресса, уменьшающая интенсивность ПТСР;
- локус контроля: «интернал» (тот, кто считает, что только некоторые факторы находятся вне сферы контроля) склонен к поиску информации и разработке планов действий; ощущение контроля над собой и окружением позволяет ему более успешно справляться с травмирующими ситуациями[57];
- травма может оказаться тяжелее для человека, если до травмы он имел оптимистический взгляд на жизнь или доверял людям[50].

### Биологическая предрасположенность
Предполагается, что генетический фактор вовлечён приблизительно на 30 % в предрасположенность к ПТСР. При этом одни и те же гены отвечают и за предрасположенность к другим психологическим проблемам:
- Склонность к токсикомании, алкогольной и никотиновой зависимости имеет как минимум 40 % общих с ПТСР генетических особенностей.
- Для тревожного и панического расстройства эта цифра поднимается до 60 %.

Гамма-аминомасляная кислота (GABA) является важнейшим тормозным нейромедиатором центральной нервной системы (ЦНС). Недостаточный уровень её активности может быть обусловлен генетически, и это делает индивида более уязвимым для стрессоров, увеличивая риск возникновения ПТСР.
Исследования близнецов показали, что существует корреляция между тяжестью симптомов ПТСР и меньшим объёмом гиппокампа — зоны мозга, которая взаимодействует с миндалевидным телом в процессе запоминания эмоционально окрашенной информации (в том числе травматической). Гиппокамп также участвует в переносе воспоминаний в долговременную память. Однако выяснено, что психотерапия, занятия йогой и медитацией помогают увеличить размер гиппокампа (при практике медитации осознанности рост гиппокампа отмечается приблизительно через 2 месяца, при занятиях йогой — приблизительно через 6 месяцев).
В одном исследовании было показано, что риск возникновения ПТСР повышается, если имеет место повышенное число рецепторов к стероидным гормонам у лейкоцитов.
Ещё в одном исследовании было обнаружено, что низкий уровень кортизола в периоде, предшествующем травме, увеличивает риск возникновения ПТСР (кортизол необходим для восстановления гомеостаза организма после реакции на стресс).
Предполагается, что некоторые симптомы ПТСР приблизительно на 40 % обусловлены генетическим фактором:
- воспалительные реакции в ответ на стресс;
- диссоциация;
- диссоциативные конвульсии (припадки, напоминающие эпилепсию);
- паралич, потеря равновесия и слепота психологического происхождения[190].

На данный момент в предрасположенности к ПТСР выявлена возможная роль следующих генов (нижеследующий список не является исчерпывающим, исследования в данной области продолжаются):
| Ген                                | Однонуклеотидный полиморфизм                                                         | Нейробиологическая система                           |
| ---------------------------------- | ------------------------------------------------------------------------------------ | ---------------------------------------------------- |
| RD2 (D2R, D2DR)                    | rs1799732, rs1801028, rs1079597, rs1800498, rs6277, rs1800497                        | Дофамин                                              |
| DRD4 (D4DR)                        | -                                                                                    | Дофамин                                              |
| SLC6A3 (DAT1)                      | -                                                                                    | Дофамин                                              |
| SLC6A4 (HTT, 5HTT, SERT, 5-HTTLPR) | rs4795541, rs25531, rs57098334                                                       | Серотонин                                            |
| HTR2 (5-HT2A)                      | rs6311                                                                               | Серотонин                                            |
| FKBP5                              | rs3800373, rs992105, rs9296158, rs737054, rs1360780, rs1334894, rs9470080, rs4713916 | FK506 binding protein                                |
| BDNF                               | rs6265                                                                               | BDNF                                                 |
| NPY                                | rs16139                                                                              | Нейропептиды (Нейропептид Y)                         |
| GCCR (NR3C1)                       | rs6189, rs6190, rs56149945                                                           | Глюкокортикоиды                                      |
| DBH                                | rs1611115                                                                            | Дофамин                                              |
| CNR1 (CB1,CNR)                     | rs806369, rs1049353, rs806377, rs6454674                                             | Эндоканнабиноиды                                     |
| GABRA2                             | rs279836, rs279836, rs279858, rs279871                                               | GABA                                                 |
| COMT                               | rs4680                                                                               | Катехол-О-метилтрансфераза                           |
| APOE                               | rs429358                                                                             | Аполипопротеин E                                     |
| RGS2                               | rs4606                                                                               | Белок, регулирующий сигнальную активность G-белков 2 |

По данным исследований, ПТСР у женщины может усилить предрасположенность к развитию посттравматических симптомов у её будущих детей, в том числе на уровне экспрессии генов.
Существует гипотеза, что резилентность (способность пережить травму без развития симптомов ПТСР) возникла на генетическом уровне в процессе эволюции. Резилентность к опасности тем выше, чем в более далёкую эпоху появилась опасность данного типа. В частности, отмечаются следующие закономерности:
| Вид опасности                           | Риск сохранения симптомов ПТСР на протяжении всей жизни | Эпоха возникновения | Частота встречаемости аллелей резилентности к ПТСР |
| --------------------------------------- | ------------------------------------------------------- | --- | -------------------------------------------------- |
| Лесной пожар                            | 4—5 %                                                   | 140 000 000 лет — появление млекопитающих | очень высокая                                      |
| Физическое насилие в отношении мальчика | 22 %                                                    | 20 000 000 лет — появление социальных групп у обезьянообразных (агрессия в отношении детёныша мужского пола со стороны неродных ему самцов наблюдается у большинства обезьянообразных)                                               | средняя                                            |
| Участие в боевых действиях              | 39 %                                                    | 12 000 лет — увеличение плотности населения и появление трайбализма (формы групповой обособленности, характеризуемой внутренней замкнутостью и исключительностью, обычно сопровождаемой враждебностью по отношению к другим группам) | низкая                                             |

## ПТСР у животных

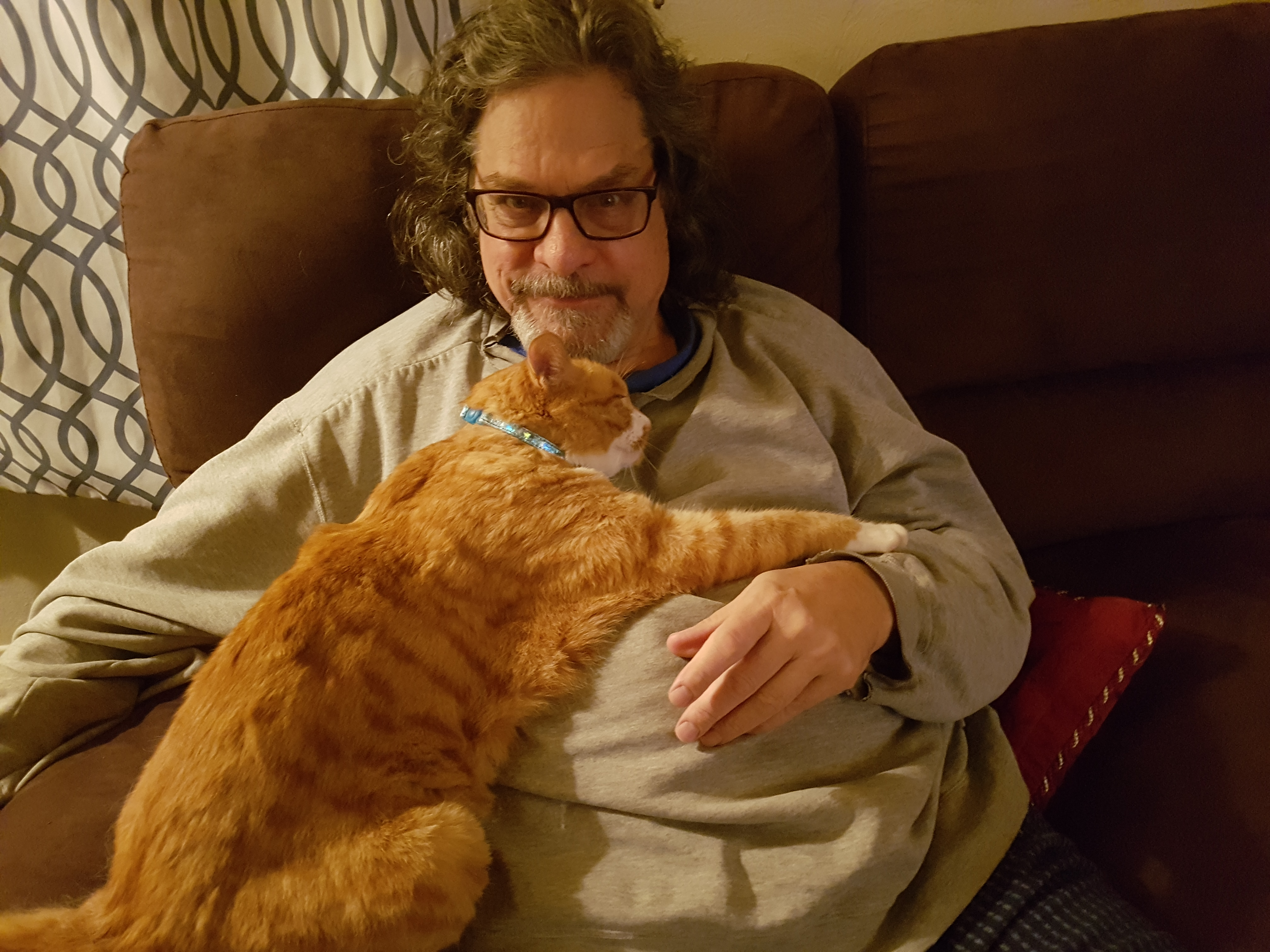
Заботливое отношение уменьшает симптомы ПТСР у кота, пережившего психологическую травму

Одно из первых описаний симптомов ПТСР у животных, а также гипотеза о его сходстве с этим состоянием у людей принадлежит Ивану Петровичу Павлову. В 1924 году, во время наводнения, клетки с подопытными собаками в его лаборатории оказались на две трети затопленными ледяной водой. Животные барахтались, но выбраться не могли. При этом для их спасения сотрудникам лаборатории пришлось погрузить каждую собаку головой в воду до уровня дверцы клетки. Наблюдая за животными, Павлов был первым исследователем, обратившим внимание на особые условия, вызывающие возникновение ПТСР: в момент травмы субъект испытывает желание спастись бегством, но не имеет такой возможности, что может привести к возникновению состояния выученной беспомощности, часто наблюдаемой у жертв психологических травм. Павлов обнаружил, что после наводнения у собак появились изменения в поведении: некоторые собаки стали крайне пассивными, они сидели, забившись в угол клетки. Другие собаки, до этого момента послушные, стали бросаться на людей. Павлов писал:

Необыкновенное стихийное бедствие представило нам случай наблюдать и изучать хроническое и патологическое состояние наших собак, происшедшее под влиянием этого события, как чрезвычайно сильного внешнего раздражителя… Одни из собак по миновании события и водворении на прежнее место остались такими же, какими были. Другие, и именно тормозного типа, оказались после этого нервнобольными, и на очень большой срок. 
 Также животные часто впадали в сонное состояние, как это уже происходило в лаборатории в голодных 1918—1919 годах, когда животные были истощены. В ответ на незначительные стрессоры у собак учащался или замедлялся ритм сердечных сокращений. Условные рефлексы собак, выработанные в лаборатории, исчезли, и потребовалось много времени для того, чтобы их восстановить. Например, выработанные в лаборатории условные рефлексы на звук звонка у собаки исчезали; при звуке звонка собака приходила в сильное возбуждение, будто хотела убежать, или проявляла оборонительное поведение, Павлов предположил, что сильный раздражитель (звонок) воссоздаёт в мозгу собаки ситуацию наводнения. Для изучения проблемы Павлов в экспериментах стал создавать ситуацию, напоминающую наводнение. Например, когда экспериментаторы пустили струю воды в помещение, где находилась собака, как только животное заметило воду на полу, оно стало задыхаться, визжать и дрожать. Павлов назвал это состояние «экспериментальным неврозом». Посттравматические симптомы у собак коррелировали с их темпераментом. Павлов выделил различные типы посттравматических реакций:
- Собаки, которые реагировали на раздражитель агрессивно или пытались убежать.
- Собаки, которые не реагировали даже на сильный шум.
- Собаки, которые проявляли то, что Павлов назвал «парадоксальным торможением»: слабые стимулы вызывали очень сильную реакцию, в то время как сильный стимул (например, шум), вызывал такую же реакцию, как у нетравмированных животных. Этот тип реагирования может наблюдаться, например, у жертв домашнего насилия, когда они не проявляют эмоциональной реакции в ответ на поведение агрессора, но вполне могут дать отпор в малозначительных ситуациях.
- Особый тип реакции, который Павлов назвал «ультрапарадоксальным торможением»: собака позитивно реагировала на негативные стимулы, такие как голод или очень сильный шум. Эта ситуация напоминает, например, стремление участников боевых действий вернуться в ситуацию, где они пережили травмирующие события[198].

В настоящее время ПТСР лучше изучено у домашних и лабораторных животных, но оно наблюдается и у диких особей. Причиной ПТСР у животного может стать сильная физическая боль, потеря свободы или разлука с сородичами, потеря матери в детстве, жестокое обращение, хирургические вмешательства с недостаточно эффективной анестезией, попадание в ДТП, необходимость в юном возрасте постоянно драться за пищу с более сильными членами группы. Разлука или конфликты с сородичами особенно травматичны для животных, живущих в организованных группах и имеющих большую продолжительность жизни, таких как слоны, китообразные и приматы. Травмированное животное может стать тревожным или агрессивным, не обращать внимание на то, что происходит вокруг, или очень интенсивно реагировать на прикосновения. Посттравматическое состояние может негативно повлиять на физическое здоровье животного и даже уменьшить его продолжительность жизни. Собака, пережив травму, может стать тревожной и сверхбдительной, бояться ситуаций, напоминающих о травматическом событии, неотступно следовать за хозяином, не спуская с него взгляда. Однако возобновление контакта с сородичами или заботливое отношение со стороны людей могут уменьшить симптомы ПТСР у животного. На данный момент ПТСР у животных не считается официальным диагнозом в ветеринарной практике.
ПТСР реже имеет место у животных, играющих в дикой природе роль добычи («консументы первого порядка»). Видимо, поскольку эти животные часто попадают в опасные для жизни ситуации, у них есть природный механизм нейтрализации посттравматического состояния в случае, если животному удаётся уцелеть после нападения хищника.

## В культуре

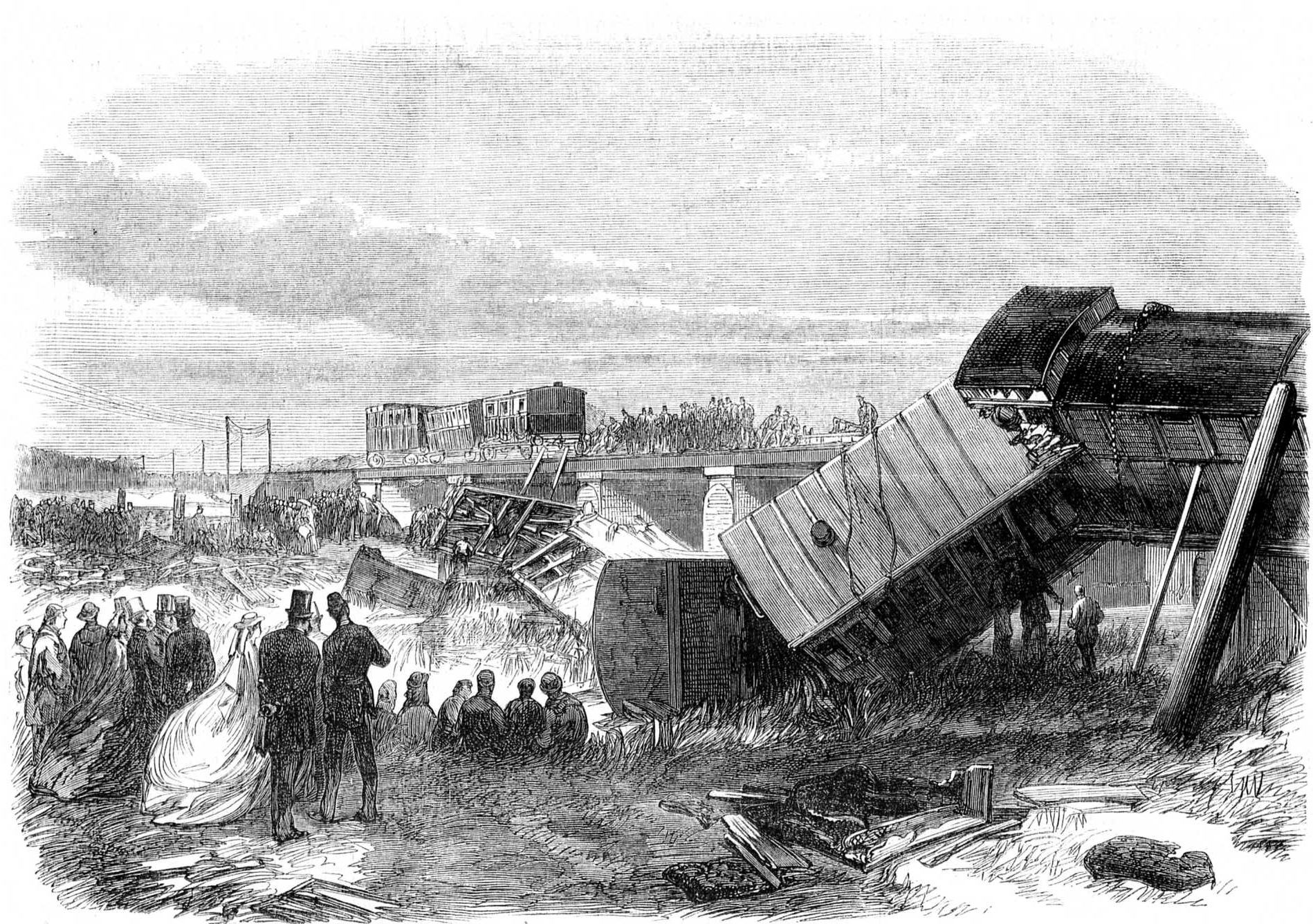
Железнодорожная катастрофа, жертвой которой оказался Чарльз Диккенс

Описания психологических расстройств в результате травм существуют в литературе с древнейших времён, например в истории Гильгамеша, в Илиаде и в Саге о Гисли. Шекспир в своих трагедиях упоминал о симптомах, связанных с психологическими травмами. Иоганн Вольфганг фон Гёте, свидетель сражения при Вальми, в своих мемуарах описал симптомы деперсонализации и дереализации, возникшие у него в результате этого события.
В 1865 году Чарльз Диккенс оказался жертвой железнодорожной катастрофы в Стейплхёрсте. Диккенс проявил присутствие духа и оказывал помощь другим пострадавшим. Тем не менее после события у писателя развились посттравматические симптомы, которые не исчезли до самой его смерти, произошедшей через пять лет, в годовщину катастрофы (9 июня).
Эрих Мария Ремарк описал посттравматические симптомы в романе «На Западном фронте без перемен».
Исследователи предполагают, что в романе «Властелин колец» Джона Рональда Руэла Толкина главный герой, Фродо, после возвращения из Мордора имеет явные признаки ПТСР (депрессивное состояние, репереживания, болезненные ощущения в давно зажившей ране, взгляд, как если бы герой видел что-то «далеко отсюда», тревожность даже в безопасной домашней обстановке, чувство «пустоты и тьмы внутри», неспособность вернуться к прежнему образу жизни, ощущение необратимого изменения собственной личности, чувство своей чуждости по отношению к окружающему миру, причём симптомы становятся очень интенсивными ежегодно в годовщину травмы или при посещении мест, напоминающих о событиях). Возможно, в этом отразился личный опыт писателя, одного из представителей «потерянного поколения», который мог пережить «снарядный шок» и другие травмирующие события во время Первой мировой войны. Толкин описывает состояние Фродо как «неизлечимое», и действительно в момент написания романа не существовало эффективных методов для лечения ПТСР.
В романе «Бойня номер пять, или Крестовый поход детей» Курта Воннегута реальные события рассматриваются сквозь призму ПТСР у героя — ветерана войны.
Тяжёлые психологические последствия войны во Вьетнаме стали одним из факторов, сформировавших поколение американских режиссёров «Нового Голливуда». К 1980-м годам в американском кинематографе уже было снято несколько десятков знаковых фильмов о «вьетнамском синдроме». Что касается отечественного кинематографа, то, по мнению филолога Грачёвой Е. Н., в советских фильмах даже если герой, вернувшийся с войны, имел психологические проблемы, то они обязательно бывали преодолены в финале (например, в фильме «Рабочий посёлок», 1965 год). Напротив, созданные в период перестройки фильмы о ветеранах афганской и чеченской войн показывают необратимые изменения личности героя в результате пережитых травм и невозможность для него выстраивания нормальных отношений с людьми, не имеющими военного опыта.